# Pandémie de Covid-19 à Guernesey
La pandémie de Covid-19 dans le bailliage de Guernesey  fait partie de la pandémie mondiale de Maladie à coronavirus 2019 (Covid-19) causée par le syndrome respiratoire aigu sévère coronavirus 2 (SARS-CoV-2). Le bailliage a réussi à limiter et à prévenir la propagation du virus grâce à un système rigoureux de test, de traçage et d'isolement des cas suspects et confirmés et en exigeant que les arrivées auto-isolement et l’obligation de s’isoler pendant 14 (ou dans certains cas seulement 7) jours.. Les États de Guernesey coordonnent la réponse à la pandémie qui a été saluée pour sa transparence et sa clarté et présentée comme un exemple de bonne communication.
Initialement, l'objectif était d’aplatir la courbe, c'est-à-dire de ralentir le taux d'infection pour diminuer le risque de saturation des services de santé et permettre une meilleure prise en charge des cas jusqu'à l'administration d'un vaccin. Début février 2020, des mesures préventives ont été recommandées, notamment se laver les mains, une bonne hygiène respiratoire, la  distanciation sociale et l'évitement des déplacements non essentiels. Le premier cas du Bailliage a été identifié le 9 mars 2020 à Guernesey. Peu de temps après, une loi d'urgence a été promulguée et les arrivants ont reçu l'ordre de s'isoler. Le 25 mars 2020, à la suite du premier cas connu de transmission sur l'île, une ordonnance de confinements a été imposée. Fin avril 2020, le bailliage a entamé une libération progressive en six étapes du verrouillage et, à la mi-mai 2020, les États ont cherché à éliminer le virus. De fin juin 2020 à janvier 2021, la vie au sein du bailliage est effectivement revenue à la normale sans aucune restriction sur les rassemblements et aucune exigence pour les personnes de se distancier socialement ou de se couvrir le visage.
Le 23 janvier 2021, un deuxième confinement a été imposé à la suite de l’identification de quatre cas inexpliqués dans la collectivité, ce qui a entraîné une deuxième vague d’infections d’origine communautaire, plus importante en volume que la première.
La pandémie et les mesures prises pour contenir sa propagation ont causé des perturbations socio-économiques dans le Bailliage, notamment un premier ralentissement économique par rapport à celui observé lors de la crise financière de 2008, déclenchant une récession économique. Cela a entraîné le report ou l'annulation d'événements culturels, politiques et sportifs notamment les célébrations annuelles du jour de la libération de l'île et sa première élection à l'échelle de l'île, ainsi que la fermeture temporaire d'écoles et de collèges. Pendant le confinement, les craintes initiales de pénurie d’approvisionnement ont entraîné des achats panique et des inquiétudes ont été exprimées concernant la détérioration de la santé mentale et une augmentation de la violence domestique. Des mesures ont été mises en place par les États pour atténuer les différents impacts plus larges de la pandémie.
| COVID-19 Bailliage de Guernesey Décès Guérisons Cas actifs 20202021marsavr.maijuinjuill.aoûtsept.oct.nov.déc.janv.fév.Derniers 15 joursDerniers 15 jours | COVID-19 Bailliage de Guernesey Décès Guérisons Cas actifs 20202021marsavr.maijuinjuill.aoûtsept.oct.nov.déc.janv.fév.Derniers 15 joursDerniers 15 jours | COVID-19 Bailliage de Guernesey Décès Guérisons Cas actifs 20202021marsavr.maijuinjuill.aoûtsept.oct.nov.déc.janv.fév.Derniers 15 joursDerniers 15 jours | COVID-19 Bailliage de Guernesey Décès Guérisons Cas actifs 20202021marsavr.maijuinjuill.aoûtsept.oct.nov.déc.janv.fév.Derniers 15 joursDerniers 15 jours | COVID-19 Bailliage de Guernesey Décès Guérisons Cas actifs 20202021marsavr.maijuinjuill.aoûtsept.oct.nov.déc.janv.fév.Derniers 15 joursDerniers 15 jours |
| --- | --- | --- | --- | --- |
| Date | Date | | Nombre de cas | # of deaths |
| 2020-03-09 | 2020-03-09 | | 1(N/A) | |
| ⋮ | ⋮ | | 1(=) | |
| 2020-03-20 | 2020-03-20 | | 2(+100%) | |
| 2020-03-21 | 2020-03-21 | | 17(+750%) | |
| 2020-03-22 | 2020-03-22 | | 20(+18%) | |
| 2020-03-23 | 2020-03-23 | | 20(=) | |
| 2020-03-24 | 2020-03-24 | | 23(+15%) | |
| 2020-03-25 | 2020-03-25 | | 30(+30%) | |
| 2020-03-26 | 2020-03-26 | | 34(+13%) | |
| 2020-03-27 | 2020-03-27 | | 36(+6%) | |
| 2020-03-28 | 2020-03-28 | | 39(+8%) | |
| 2020-03-29 | 2020-03-29 | | 45(+15%) | |
| 2020-03-30 | 2020-03-30 | | 60(+33%) | |
| 2020-03-31 | 2020-03-31 | | 78(+30%) | 1(N/A) |
| 2020-04-01 | 2020-04-01 | | 91(+17%) | 1(=) |
| 2020-04-02 | 2020-04-02 | | 97(+6.6%) | 1(=) |
| 2020-04-03 | 2020-04-03 | | 114(+18%) | 2(+1) |
| 2020-04-04 | 2020-04-04 | | 136(+19%) | 2(=) |
| 2020-04-05 | 2020-04-05 | | 154(+13%) | 3(+1) |
| 2020-04-06 | 2020-04-06 | | 165(+7.1%) | 4(+1) |
| 2020-04-07 | 2020-04-07 | | 166(+0.6%) | 4(=) |
| 2020-04-08 | 2020-04-08 | | 181(+9.0%) | 5(+1) |
| 2020-04-09 | 2020-04-09 | | 191(+5.5%) | 5(=) |
| 2020-04-10 | 2020-04-10 | | 200(+4.7%) | 6(+1) |
| 2020-04-11 | 2020-04-11 | | 209(+4.5%) | 6(=) |
| 2020-04-12 | 2020-04-12 | | 218(+4.3%) | 6(=) |
| 2020-04-13 | 2020-04-13 | | 219(+0.5%) | 6(=) |
| 2020-04-14 | 2020-04-14 | | 223(+1.8%) | 7(+1) |
| 2020-04-15 | 2020-04-15 | | 228(+2.2%) | 8(+1) |
| 2020-04-16 | 2020-04-16 | | 234(+2.6%) | 9(+1) |
| 2020-04-17 | 2020-04-17 | | 236(+0.9%) | 9(=) |
| 2020-04-18 | 2020-04-18 | | 239(+1.3%) | 9(=) |
| 2020-04-19 | 2020-04-19 | | 239(=) | 9(=) |
| 2020-04-20 | 2020-04-20 | | 239(=) | 10(+1) |
| 2020-04-21 | 2020-04-21 | | 241(+0.8%) | 10(=) |
| 2020-04-22 | 2020-04-22 | | 243(+0.8%) | 10(=) |
| 2020-04-23 | 2020-04-23 | | 245(+0.8%) | 10(=) |
| 2020-04-24 | 2020-04-24 | | 245(=) | 11(+1Modèle:Efn-lr) |
| 2020-04-25 | 2020-04-25 | | 245(=) | 12(+1) |
| 2020-04-26 | 2020-04-26 | | 247(+0.8%) | 13(+1) |
| 2020-04-27 | 2020-04-27 | | 247(=) | |
| 2020-04-28 | 2020-04-28 | | 247(=) | |
| 2020-04-29 | 2020-04-29 | | 251(+1,6%) | |
| 2020-04-30 | 2020-04-30 | | 251(=) | |
| 2020-05-01 | 2020-05-01 | | 252(+0,4%) | |
| 2020-05-02 | 2020-05-02 | | 252(=) | |
| 2020-05-03 | 2020-05-03 | | 252(=) | |
| 2020-05-04 | 2020-05-04 | | 252(=) | |
| 2020-05-05 | 2020-05-05 | | 252(=) | |
| 2020-05-06 | 2020-05-06 | | 252(=) | |
| 2020-05-07 | 2020-05-07 | | 252(=) | |
| 2020-05-08 | 2020-05-08 | | 252(=) | |
| 2020-05-09 | 2020-05-09 | | 252(=) | |
| ⋮ | ⋮ | | 252(=) | |
| 2020-05-12 | 2020-05-12 | | 252(=) | |
| 2020-05-13 | 2020-05-13 | | 252(=) | |
| 2020-05-14 | 2020-05-14 | | 252(=) | |
| 2020-05-15 | 2020-05-15 | | 252(=) | |
| 2020-05-16 | 2020-05-16 | | 252(=) | |
| 2020-05-17 | 2020-05-17 | | 252(=) | |
| 2020-05-18 | 2020-05-18 | | 252(=) | |
| 2020-05-19 | 2020-05-19 | | 252(=) | |
| 2020-05-20 | 2020-05-20 | | 252(=) | |
| ⋮ | ⋮ | | 252(=) | |
| 2020-05-24 | 2020-05-24 | | 252(=) | |
| ⋮ | ⋮ | | 252(=) | |
| 2020-05-27 | 2020-05-27 | | 252(=) | |
| ⋮ | ⋮ | | 252(=) | |
| 2020-09-07 | 2020-09-07 | | 253(+0,4%) | |
| ⋮ | ⋮ | | 253(=) | |
| 2020-09-17 | 2020-09-17 | | 253(=) | |
| 2020-09-18 | 2020-09-18 | | 254(+0,4%) | |
| 2020-09-19 | 2020-09-19 | | 254(=) | |
| 2020-09-20 | 2020-09-20 | | 255(+0,39%) | |
| 2020-09-21 | 2020-09-21 | | 256(+0,39%) | |
| ⋮ | ⋮ | | 256(=) | |
| 2020-09-25 | 2020-09-25 | | 256(=) | |
| ⋮ | ⋮ | | 256(=) | |
| 2020-09-30 | 2020-09-30 | | 245(=) | 13(-1Modèle:Efn-lr) |
| ⋮ | ⋮ | | 256(=) | |
| 2020-10-03 | 2020-10-03 | | 257(+0,39%) | |
| ⋮ | ⋮ | | 257(=) | |
| 2020-10-08 | 2020-10-08 | | 258(+0,39%) | |
| ⋮ | ⋮ | | 258(=) | |
| 2020-10-16 | 2020-10-16 | | 258(=) | |
| ⋮ | ⋮ | | 258(=) | |
| 2020-10-19 | 2020-10-19 | | 258(=) | |
| 2020-10-20 | 2020-10-20 | | 259(+0,39%) | |
| 2020-10-21 | 2020-10-21 | | 260(+0,39%) | |
| 2020-10-22 | 2020-10-22 | | 262(+0,77%) | |
| 2020-10-23 | 2020-10-23 | | 265(+1,1%) | |
| ⋮ | ⋮ | | 265(=) | |
| 2020-10-26 | 2020-10-26 | | 266(+0,38%) | |
| 2020-10-27 | 2020-10-27 | | 266(=) | |
| 2020-10-28 | 2020-10-28 | | 267(+0,38%) | |
| ⋮ | ⋮ | | 267(=) | |
| 2020-10-31 | 2020-10-31 | | 268(+0,37%) | |
| 2020-11-01 | 2020-11-01 | | 270(+0,75%) | |
| 2020-11-02 | 2020-11-02 | | 271(+0,37%) | |
| 2020-11-03 | 2020-11-03 | | 272(+0,37%) | |
| 2020-11-04 | 2020-11-04 | | 273(+0,37%) | |
| 2020-11-05 | 2020-11-05 | | 274(+0,37%) | |
| 2020-11-06 | 2020-11-06 | | 278(+1,5%) | |
| 2020-11-07 | 2020-11-07 | | 279(+0,36%) | |
| ⋮ | ⋮ | | 279(=) | |
| 2020-11-10 | 2020-11-10 | | 282(+1,1%) | |
| 2020-11-11 | 2020-11-11 | | 282(=) | |
| 2020-11-12 | 2020-11-12 | | 282(=) | |
| 2020-11-13 | 2020-11-13 | | 282(=) | |
| 2020-11-14 | 2020-11-14 | | 282(=) | |
| 2020-11-15 | 2020-11-15 | | 282(=) | |
| 2020-11-16 | 2020-11-16 | | 282(=) | |
| 2020-11-17 | 2020-11-17 | | 282(=) | |
| 2020-11-18 | 2020-11-18 | | 282(=) | |
| 2020-11-19 | 2020-11-19 | | 282(=) | |
| 2020-11-20 | 2020-11-20 | | 283(+0,35%) | |
| ⋮ | ⋮ | | 283(=) | |
| 2020-11-23 | 2020-11-23 | | 283(=) | |
| 2020-11-24 | 2020-11-24 | | 283(=) | |
| 2020-11-25 | 2020-11-25 | | 285(+0,71%) | |
| 2020-11-26 | 2020-11-26 | | 286(+0,35%) | |
| ⋮ | ⋮ | | 286(=) | |
| 2020-11-30 | 2020-11-30 | | 287(+0,35%) | |
| 2020-12-01 | 2020-12-01 | | 287(=) | |
| 2020-12-02 | 2020-12-02 | | 287(=) | |
| 2020-12-03 | 2020-12-03 | | 288(+0,35%) | |
| ⋮ | ⋮ | | 288(=) | |
| 2020-12-08 | 2020-12-08 | | 288(=) | |
| 2020-12-09 | 2020-12-09 | | 289(+0,35%) | |
| 2020-12-10 | 2020-12-10 | | 289(=) | |
| 2020-12-11 | 2020-12-11 | | 289(=) | |
| 2020-12-12 | 2020-12-12 | | 289(=) | |
| 2020-12-13 | 2020-12-13 | | 289(=) | |
| 2020-12-14 | 2020-12-14 | | 290(+0,35%) | |
| 2020-12-15 | 2020-12-15 | | 291(+0,34%) | |
| ⋮ | ⋮ | | 291(=) | |
| 2020-12-19 | 2020-12-19 | | 292(+0,34%) | |
| 2020-12-20 | 2020-12-20 | | 293(+0,34%) | |
| 2020-12-21 | 2020-12-21 | | 293(=) | |
| 2020-12-22 | 2020-12-22 | | 293(=) | |
| 2020-12-23 | 2020-12-23 | | 297(+1,4%) | |
| 2020-12-24 | 2020-12-24 | | 297(=) | |
| 2020-12-25 | 2020-12-25 | | 297(=) | |
| ⋮ | ⋮ | | 297(=) | |
| 2020-12-30 | 2020-12-30 | | 298(+0,34%) | |
| 2020-12-31 | 2020-12-31 | | 298(=) | |
| 2021-01-01 | 2021-01-01 | | 299(+0,34%) | |
| 2021-01-02 | 2021-01-02 | | 299(=) | |
| 2021-01-03 | 2021-01-03 | | 300(+0,33%) | |
| 2021-01-04 | 2021-01-04 | | 300(=) | |
| 2021-01-05 | 2021-01-05 | | 301(+0,33%) | |
| 2021-01-06 | 2021-01-06 | | 302(+0,33%) | |
| 2021-01-07 | 2021-01-07 | | 302(=) | |
| 2021-01-08 | 2021-01-08 | | 302(=) | |
| 2021-01-09 | 2021-01-09 | | 304(+0,66%) | |
| 2021-01-10 | 2021-01-10 | | 305(+0,33%) | |
| 2021-01-11 | 2021-01-11 | | 306(+0,33%) | |
| 2021-01-12 | 2021-01-12 | | 307(+0,33%) | |
| 2021-01-13 | 2021-01-13 | | 308(+0,33%) | |
| 2021-01-14 | 2021-01-14 | | 308(=) | |
| 2021-01-15 | 2021-01-15 | | 309(+0,32%) | |
| ⋮ | ⋮ | | 309(=) | |
| 2021-01-18 | 2021-01-18 | | 309(=) | |
| 2021-01-19 | 2021-01-19 | | 309(=) | |
| 2021-01-20 | 2021-01-20 | | 310(+0,32%) | |
| 2021-01-21 | 2021-01-21 | | 310(=) | |
| 2021-01-22 | 2021-01-22 | | 310(=) | |
| 2021-01-23 | 2021-01-23 | | 314(+1,3%) | |
| 2021-01-24 | 2021-01-24 | | 321(+2,2%) | |
| 2021-01-25 | 2021-01-25 | | 359(+12%) | |
| 2021-01-26 | 2021-01-26 | | 369(+2,8%) | |
| 2021-01-27 | 2021-01-27 | | 391(+6%) | |
| 2021-01-28 | 2021-01-28 | | 414(+5,9%) | |
| 2021-01-29 | 2021-01-29 | | 449(+8,5%) | |
| 2021-01-30 | 2021-01-30 | | 493(+9,8%) | |
| 2021-01-31 | 2021-01-31 | | 539(+9,3%) | |
| 2021-02-01 | 2021-02-01 | | 595(+10%) | |
| 2021-02-02 | 2021-02-02 | | 615(+3,4%) | |
| 2021-02-03 | 2021-02-03 | | 651(+5,9%) | |
| 2021-02-04 | 2021-02-04 | | 672(+3,2%) | |
| 2021-02-05 | 2021-02-05 | | 689(+2,5%) | |
| 2021-02-06 | 2021-02-06 | | 711(+3,2%) | |
| 2021-02-07 | 2021-02-07 | | 720(+1,3%) | |
| 2021-02-08 | 2021-02-08 | | 741(+2,9%) | |
| 2021-02-09 | 2021-02-09 | | 752(+1,5%) | |
| 2021-02-10 | 2021-02-10 | | 760(+1,1%) | |
| 2021-02-11 | 2021-02-11 | | 770(+1,3%) | |
| 2021-02-12 | 2021-02-12 | | 782(+1,6%) | |
| 2021-02-13 | 2021-02-13 | | 789(+0,9%) | |
| 2021-02-14 | 2021-02-14 | | 797(+1%) | |
| 2021-02-15 | 2021-02-15 | | 801(+0,5%) | |
| 2021-02-16 | 2021-02-16 | | 804(+0,37%) | |
| 2021-02-17 | 2021-02-17 | | 806(+0,25%) | |
| 2021-02-18 | 2021-02-18 | | 808(+0,25%) | |
| 2021-02-19 | 2021-02-19 | | 810(+0,25%) | |
| 2021-02-20 | 2021-02-20 | | 812(+0,25%) | |
| 2021-02-21 | 2021-02-21 | | 813(+0,12%) | |
| 2021-02-22 | 2021-02-22 | | 817(+0,49%) | |
| 2021-02-23 | 2021-02-23 | | 817(=) | |
| 2021-02-24 | 2021-02-24 | | 818(+0,12%) | |

## Contexte et préparatifs
Le 31 décembre 2019, la Chine a signalé un cluster de Pneumonie aiguë dans sa ville de Wuhan,. Le 7 janvier 2020, les autorités sanitaires chinoises ont confirmé que ce cluster était causé par une nouvelle maladie infectieuse. L'Organisation mondiale de la santé (OMS) a publié des notes d'information techniques les 10 et 11 janvier, mettant en garde contre une forte possibilité de transmission interhumaine et exhortant à prendre des précautions. Le 14 janvier, l'OMS a déclaré que "les enquêtes préliminaires menées par les autorités chinoises n'ont trouvé aucune preuve claire de transmission interhumaine", bien qu'elle ait recommandé que les pays continuent de prendre des précautions en raison de la transmission interhumaine lors des premiers épisodes de SRAS et  Épidémies de MERS. Cependant, le 20 janvier, l'OMS et la Chine ont confirmé qu'une transmission interhumaine s'était produite.
En mars 2020, plus de 170 pays et territoires avaient été touchés, avec des épidémies majeures en Chine, Italie, en Corée du Sud et Iran,. Le 11 mars 2020, l'OMS a qualifié la propagation du Covid-19 de pandémie,. Le Taux de létalité pour COVID-19 a été beaucoup plus faible que le SRAS de 2003,, mais la transmission a été significativement plus élevée, avec un nombre total de décès significatif,.
Auparavant, en novembre 2019, les États avaient mené avec succès un exercice du Channel Islands Strategic Pandemic Influenza Plan, un exercice de simulation de pandémie de grippe dirigé par la Santé publique. L’exercice a été déclenché par une épidémie qui a été placée au sommet du registre des risques de l’île à la suite de conseils de santé publique de l’OMS.
Les États ont d’abord reconnu l’émergence d’un nouveau coronavirus, appelé alors 2019-nCoV Novel Coronavirus, le 23 janvier, alors qu’il y avait 571 cas d’infection connus dans le monde et ont affirmé dans un communiqué de presse qu’ils étaient "en bonne position pour répondre à la situation 2019-nCoV". Le 30 janvier, l’OMS a déclaré que l’épidémie était une Urgence de santé publique de portée internationale, avertissant que "tous les pays devraient être prêts pour l’endiguement",. Les tests ont commencé peu de temps après et les exigences d'auto-isolement ont été imposées aux arrivées sur l'île en provenance de plusieurs pays durement touchés par la pandémie. Le 23 février, il a été signalé que 12 patients locaux avaient été testés et que tous les résultats étaient négatifs. le 25 février, un groupe d'enfants d'une école locale ont été renvoyés chez eux pour s'isoler après leur retour d'un voyage de ski dans le nord de l'Italie ; un élève symptomatique a été testé mais le résultat est revenu négatif,.

## Chronologie de l'épidémie

### Mars 2020

En orange, les sources d'infection connues des cas de COVID-19 confirmés à Guernesey.

Le premier cas confirmé à Guernesey a été identifié le 9 mars. La personne avait contracté le virus en vacances à Tenerife avant de rentrer chez elle. Le patient a demandé de l'aide rapidement et sa famille a été placée en quarantaine obligatoire à domicile. Trois jours plus tard, le 12 mars, le politicien le plus haut placé de l’île, Gavin St Pier, a qualifié la pandémie de défi de santé publique le plus important depuis la fin de la Seconde Guerre mondiale. Le 20 mars, un deuxième cas a été confirmé, onze jours après le premier. Le patient était revenu de France avant d’entrer immédiatement dans une période d’isolement obligatoire de 14 jours lorsqu'il est devenu symptomatique,. Après l’identification d’un deuxième cas, d’autres cas ont été rapidement identifiés. Le lendemain, le 21 mars, quinze nouveaux cas ont été confirmés en l’espace de 24 heures. Le 22 mars, trois autres cas ont été confirmés, les États de Guernesey ayant identifié quatre groupes parmi dix cas; trois groupes étaient en voyage de ski en France et un groupe était en voyage de ski en Autriche et en Allemagne. Il a également été annoncé qu’environ 1 000 personnes étaient en isolement obligatoire, soit environ 1,5% de la population locale,. Le 23 mars, aucun nouveau cas n’a été confirmé, et les États de Guernesey ont réaffirmé qu’un confinement dans le Bailliage n’était pas encore approprié, avertissant des conséquences économiques et psychologiques probables de telles mesures, et réitéré la demande aux gens d’observer les mesures de distanciation sociale et de pratiquer une bonne hygiène.
Le premier cas confirmé à avoir été transmis au sein du Bailliage a été identifié le 24 mars, le total local ayant augmenté de 3 à 23 cas confirmés. À 19h, les États de Guernesey ont annoncé dans une émission en direct qu’une période de confinements débuterait à 00h01 le 25 mars pendant deux semaines pendant lesquelles des restrictions seraient imposées à la liberté de circulation des personnes, applicable par la loi,,. D’autres cas ont continué d’être identifiés, le nombre total de cas ayant atteint 60 le 30 mars, date à laquelle les tests avaient commencé dans le Bailliage de Guernesey, ce qui a permis de rendre les résultats en moins de 24 heures et a conduit à l’adoption d’un programme de tests plus large. Le premier décès lié à la COVID-19 dans le Bailliage a été confirmé un jour plus tard; la personne était âgée de 80 ans et est décédée dans l’après-midi. Dix-huit autres cas ont été confirmés — le plus en une journée jusqu’à maintenant — ce qui porte le nombre total de cas à 78, et à 16 heures Lieutenant Gouverneur Vice Admiral Ian Corder, s'est adressé à l'île, louant la "discipline et le stoïcisme" des insulaires,.

### Avril à mai 2020
Au début d’avril, un certain nombre de cas ont été recensés dans deux foyers de soins,. Un deuxième décès a été confirmé le 3 avril alors que les cas dépassaient la centaine, totalisant 114. Le nombre de guérisons a été signalé pour la première fois ce jour-là, à 13. Après une augmentation constante du nombre de cas, ainsi que deux autres décès d’individus de 80 ans,,, le 7 avril, la période de confinement a été prolongée de deux semaines supplémentaires. Le 9 avril, il a été annoncé que, dans les deux foyers de soins dont on a confirmé qu’ils avaient été touchés par la pandémie, 29 résidents et 31 employés avaient obtenu un résultat positif au test de dépistage. Le lendemain, le 10 avril, le nombre total de cas confirmés a atteint 200.
Le 15 avril, le nombre de cas confirmés s’élevait à 228, en hausse de seulement 28 au cours des cinq jours précédents, ce qui a incité le directeur de la santé publique, le Dr Brink, à dit que l’île "commençait à voir un aplatissement de la courbe" et que sa position était "aussi bonne que possible" et que le succès des mesures de confinement visant à réduire la transmission avait « dépassé » ses attentes. Le 17 avril, les États se sont félicités de l’aplatissement de la "courbe" et ont annoncé le début d’une reprise progressive des activités, qui aboutirait à une levée des restrictions de confinement, le cas échéant,.
Il n’y a pas eu de nouveaux cas pendant sept jours consécutifs depuis le début de mai, le nombre total de cas stagnant à 252 et le nombre de cas actifs tombant à 15 au 7 mai; le nombre de décès est demeuré à 13 tout au long de cette période. Le 11 mai, l’île avait passé onze jours sans nouveaux cas, le nombre de cas actifs tombant à 12. Le 15 mai, après quinze jours consécutifs sans nouveaux décès ou cas, Le CCA a annoncé que la troisième phase de la stratégie de sortie de confinement commencerait à minuit le lendemain, une semaine plus tôt que prévu. Après 22 jours sans nouveaux cas ni décès, le CCA a annoncé le 22 mai que le début de la phase 4 de la stratégie de sortie serait reporté au 30 mai, soit six semaines plus tôt que prévu initialement. Le 27 mai, le vingt-septième jour consécutif de l’île, sans nouveaux cas, il a été annoncé qu’il n’y avait aucun cas actif connu dans le Bailliage.

### Juin à décembre 2020
Le 11 juin, l’île avait passé 42 jours sans nouveaux cas, et le Dr Brink a révélé que de nombreux tests communautaires n’avaient trouvé aucune preuve du virus dans le Bailliage, ce qui a entraîné le début de la phase cinq de la stratégie de sortie de confinement à partir du 20 juin.
Après 129 jours sans cas actif, le 7 septembre, une personne au septième jour d'auto-isolement après son arrivée du Royaume-Uni a obtenu un résultat positif au test de dépistage de la Covid-19. Plusieurs autres arrivées isolées se sont révélées positives au cours des semaines suivantes, jusqu’au 20 octobre 2020, on a annoncé qu’un cas de source inconnue avait été identifié. Le 23 octobre, un groupe de sept cas apparentés avait été identifié, et entre 80 et 100 personnes s’étaient mises en isolement. Le Dr Brink a souligné que le cluster était "fermé" et qu’il n’y avait aucune preuve d’ensemencement communautaire généralisé et le successeur de St Pier au poste de ministre en chef, Peter Ferbrache, a donné l’assurance que "la vie continuera comme d’habitude",.
À partir de fin juin et pour le reste de 2020, la vie au sein du bailliage est revenue presque entièrement à la normale sans aucune restriction sur les rassemblements et aucune exigence pour les personnes de se distancier socialement ou d'utiliser le masque,.

### Janvier à août 2021
Le 23 janvier 2021, il a été annoncé que quatre cas avaient été identifiés la veille au soir, dont les sources n’étaient pas connues. Aucune des personnes n’avait récemment voyagé à l’extérieur de l’île et n’avait été en contact avec aucun cas connu ou arrivée récente. Au 25 janvier 2021, le nombre de cas actifs sur l’île a atteint 52, dont 48 étaient liés aux quatre cas identifiés deux jours plus tôt.
Le 5 février 2021, le premier cas positif à Alderney a été confirmé. Au 31 juillet 2021, 29 cas positifs ont été signalés à Alderney.
Le 19 juillet 2021, un voyageur en auto-isolement est confirmé comme étant le premier cas à Sercq.
Le 14 août, deux autres cas de COVID-19 ont été confirmés à Sercq.

## Aperçu de la réponse

### Stratégie
En tant que juridiction autonome ne faisant pas partie du Royaume-Uni, Guernesey coordonne indépendamment sa réponse à la pandémie. Conformément aux lignes directrices de l’OMS, la stratégie d’intervention des États de Guernesey a été conçue spécifiquement pour le Bailliage et continue de s’adapter en fonction de l’évolution du nombre de cas et de l’évolution des situations dans d’autres juridictions. Le principe sous-jacent de la stratégie des États de Guernesey pour faire face à la pandémie, comme l’a expliqué le Dr Nicola Brink, directeur de la santé publique, est de "tester, retracer et mettre en quarantaine", avec le but ultime d'"aplatir la courbe", qui se réfère à la diminution du pic de la courbe épidémique par un certain nombre de mesures. Ce ralentissement du taux d’infection réduit le risque que les services de santé soient débordés, permet un meilleur traitement des cas actuels et retarde le traitement d’autres cas jusqu’à ce qu’un vaccin soit disponible. Le 15 mai, après quinze jours sans nouveaux cas et un aplatissement net de la courbe, la Députée Heidi Soulsby (Présidente du HSC) a révélé que l’île était en mesure de poursuivre l’élimination du virus (en supprimant la présence d’un virus à partir d’un emplacement géographique spécifique) au Bailliage,.
La réponse est dirigée par la Civil Contingencies Authority (CCA), un organe interparlementaire supérieur composé de plusieurs présidents de comité et présidé par le chef du Comité des politiques et des ressources (P&R) (le politicien le plus haut placé de l’île). L’organisme est chargé de coordonner les actions dans les circonstances « qui présentent un risque grave pour la santé et le bien-être des résidents de l’Île ». Le CAC est conseillé par le Comité des politiques et des ressources (le Comité supérieur des États de Guernesey), le Comité de la santé et des soins sociaux (CSS) et les Services de santé publique (supervisés par le CSS). Sous l’autorité du CAC, le CSS a établi les règlements et les directives juridiques en vertu desquels le Bailliage a fonctionné pendant la pandémie. Le Coronavirus Political Executive Group a également été créé pour inclure une représentation politique de tous les principaux comités des États afin de prendre des décisions sur des questions qui n’engagent pas la CCA.

### Soins de santé et traitement
Le Comité de la santé et des soins sociaux a annoncé, le 19 mars, ses plans pour le seul hôpital de l’île, le Princess Elizabeth Hospital (PEH), afin de réagir au développement de la propagation de la COVID-19 sur l’île. Les mesures prises comprennent la suspension de la chirurgie élective à partir du 23 mars, la formation du personnel pour "accroître la résilience dans la prestation de soins intensifs" et la limitation des patients hospitalisés à un visiteur à la fois. Le 23 mars, les États de Guernesey ont pris la décision de fermer l’hôpital aux visiteurs, à l’exception des personnes en fin de vie et des occupants des maternités et des services pour enfants. Afin de lutter contre la pandémie, agence infirmières en raison de retour au Royaume-Uni est resté à Guernesey pour travailler à l’hôpital.
Le 27 mars, l’unité de soins de jour de l’hôpital a terminé sa conversion de deux semaines en Unité de soins intensifs (USI) en vue de l’accommodement de patients potentiels atteints du coronavirus. Il a également été signalé que Guernesey "a commencé avec plus de lits de soins intensifs que le Royaume-Uni par habitant" et était "déjà en bonne position pour les ventilateurs". Le 27 mars, l’hôpital a adopté un nouveau système de diffusion en continu, selon lequel les patients qui entrent au service des urgences doivent d’abord rencontrer une infirmière en diffusion en continu qui interrogera le patient au sujet de ses antécédents de voyage, de son isolement et d’un contact possible avec des patients atteints de la COVID-19. Une fois l’évaluation terminée, le patient est envoyé à la zone rouge 1 s’il présente des symptômes de la COVID-19 ou s’il a été en contact avec un patient positif, ou à la zone jaune 2 s’il n’a pas de symptômes,. Toutes les infirmières et le personnel de l’unité dédiée doivent porter un équipement de protection.
Le 30 mars, le directeur médical de la santé et des soins sociaux, le Dr Peter Rabey, a donné l’assurance que l’hôpital Princess Elizabeth était « bien préparé » à une augmentation du nombre de patients atteints de la COVID-19 et a déclaré que Guernesey avait plus de ventilateurs par habitant que le Royaume-Uni,. Le 31 mars, on a annoncé que les patients qui se rendaient à l’hôpital avec des symptômes liés à la Covid-19 n’auraient pas à payer pour un examen médical ni pour leur traitement. Le 2 avril, il a été annoncé à partir du lendemain, fonctionner comme la chirurgie des médecins désignés pour toute personne chargée de prendre rendez-vous après avoir téléphoné à leur médecin locale et présentant des symptômes d’une infection des voies respiratoires supérieures. Le 5 avril, il a été annoncé que HSC dépenserait entre 15 et 20 millions de livres sterling pour mettre à jour le système de dossiers de santé « vieillissant et de plus en plus vulnérable » de l’hôpital Princess Elizabeth, qui devrait être installé sur 18 mois, pour aider à répondre à la Covid-19.
En date du 23 décembre 2020, un patient est traité à l’hôpital Princess Elizabeth pour la Covid-19 et aucun n’est en soins intensifs.

### Soutien économique
Le 19 mars, les États de Guernesey ont annoncé qu'ils avaient mis à disposition un fonds de difficultés de 5 millions de livres sterling pour tous les insulaires (à l'exclusion de ceux déjà éligibles aux prestations nationales de sécurité sociale) aux prises avec des difficultés financières à cause de l'impact de la pandémie. Les États ont également mis en place un régime d’assurance maladie financé par le gouvernement pour couvrir les frais médicaux des résidents du Bailliage qui tombent malades pendant leur séjour au Royaume-Uni, à condition qu’ils puissent prouver qu’ils n’ont pas les moyens de souscrire une assurance maladie privée. Les États ont également annoncé le 23 mars qu’ils modifieraient le droit de la population afin de protéger les non-résidents qui pourraient se retrouver sans emploi en raison de la pandémie et qui seraient autrement forcés de quitter l’île.
Le 24 mars, le Comité des politiques et des ressources a annoncé deux nouveaux programmes de soutien aux entreprises et aux indépendants, pour un montant total estimé à 41 millions de livres sterling. Le système de partage de la masse salariale, d’une durée initiale de 13 semaines, couvrira 80 % du salaire des employés, sur la base du salaire minimum de Guernesey de 8,50 £ l’heure (soit 238 £ pour une semaine de 35 heures), les 20 % restants devant être couverts par les entreprises elles-mêmes; il n’y a aucune restriction quant à la taille des entreprises admissibles à ce régime. Le régime de subventions permet aux petites entreprises (de moins de 10 personnes) et aux indépendants d’obtenir une subvention de 3 000 £ à utiliser « selon ce qu’ils jugent approprié ». Le comité a prédit qu’environ 1 700 entreprises seront admissibles au régime avec un total d’environ 10 500 employés,. Le 15 avril, il a été annoncé que le régime d’aide à la paie serait étendu à toutes les entreprises et travailleurs indépendants, notant une lacune dans le soutien aux personnes dans le régime initial. Il a été rapporté que, en date du même jour, 2,2 millions de livres sterling avaient été partagés entre 700 entreprises avec beaucoup plus de demandes en attente de traitement,.
Le 19 mars, les États de Guernesey ont également publié des conseils aux entreprises, notamment un certain nombre de « servitudes » financières telles que des reports de paiements d'assurance sociale et de la taxe commerciale sur les biens immobiliers, et des allégements de loyer sur les propriétés appartenant à l'État. Le 20 mars, les mesures financières d'urgence finalisées ont été approuvées, dont 30 millions de livres sterling pour soutenir les entreprises, un programme de garantie de prêt de 40 millions de livres sterling pour les entreprises commerciales locales et un découvert temporaire de 25 millions de livres sterling pour la compagnie aérienne locale Aurigny. Le 24 mars, la Guernsey Financial Services Commission (GFSC) a approuvé la prolongation du délai accordé aux entreprises pour produire leurs déclarations financières à la lumière des problèmes opérationnels subis en raison de la pandémie.
Le 27 mars, le président du Comité des politiques et des ressources, Gavin St Pier, a confirmé que les banques locales avaient obtenu de leur organisme de réglementation la Banque d'Angleterre la possibilité d' accorder davantage de prêts aux particuliers et aux entreprises et a encouragé toute personne dans le besoin à les contacter et à organiser un prêt. Le 30 mars, un programme de garantie de prêt de 40 millions de livres sterling a été lancé par les États de Guernesey en partenariat avec les gouvernements des autres dépendances de la Couronne de Jersey et de l'Île de Man et géré par Barclays, HSBC, Lloyds et RBSI and NatWest International, afin d'apporter un soutien supplémentaire aux entreprises. Le programme permet aux entreprises de contracter de nouveaux prêts et découverts jusqu'à 500 000 £, 80 % du montant total fourni devant être souscrit par les États de Guernesey
Le 15 avril, les États de Guernesey ont lancé un appel centralisé à la réponse à la COVID-19 afin de recueillir des fonds pour soutenir les travailleurs de la santé, ceux qui éprouvent des difficultés financières et fournir de l’équipement de protection individuelle. L’appel a été lancé en réponse à la «demande importante» des insulaires qui souhaitent faire un don pour aider à répondre à la pandémie. Un autre fonds a également été créé par les États, et les deux fonds centralisés et les appels de soutien ont levé plus de 150 000 £,. Une autre collecte de fonds locale indépendante pour soutenir les travailleurs de la santé et le personnel de soins communautaires a généré plus de 4 000 £.

### Tests et surveillance
Le Dr Nicola Brink, directeur de la santé publique, a expliqué le processus de traitement des cas suspects comme suit : détection d'un cas possible; quarantaine immédiate et la recherche des contacts, pour identifier les personnes à risque de transmission à partir de ce cas possible et les tester, les surveiller et les isoler pour arrêter la propagation de la maladie. Guernesey a utilisé un taux élevé de tests, plusieurs fois plus par habitant que de nombreuses autres juridictions,. Le processus de test a été décrit comme «rapide et simple», ceux qui ne peuvent pas conduire ou être conduits à l’installation de dépistage pouvant prendre des dispositions pour être testé à la maison. Les personnes qui ont été contactées directement par les États et à qui on a ordonné de s’isoler (comme les personnes ayant des cas confirmés, les contacts de cas confirmés et les personnes dont les tests de dépistage ou les résultats sont en attente de résultats) font l’objet de vérifications régulières de l’aide sociale, menée à l’origine par les Services de santé publique avant d’être reprise par des bénévoles du Troisième secteur. Les cas positifs sont réexaminés 14 jours plus tard ou 48 heures après la résolution de tout symptôme (selon la dernière éventualité). Reconnaissant qu’il existe diverses définitions du terme « rétablissement » pour le coronavirus, le Dr Brink a précisé que les États de Guernesey utilisaient « la définition virologique avec un test répété le 14e jour pour montrer que le virus est parti ».
Les États de Guernesey ont souvent souligné le nombre relativement élevé de tests effectués à Guernesey — qui fait partie de la stratégie des États de Guernesey — révélant le 15 avril que l’île testait 26 personnes pour 1 000 habitants, soit plus de cinq fois celui de la France et près de dix fois celui du Royaume-Uni, ce qui représente un nombre proportionnellement plus élevé de cas recensés dans le bailliage que dans d’autres juridictions,.
Sans installations de test disponibles localement, des échantillons ont été initialement envoyés pour être testés au Royaume-Uni jusqu'à ce que le bailliage ait développé les siens. En raison de l’augmentation de la demande de tests pour les laboratoires britanniques, le temps nécessaire pour recevoir les résultats a été considérablement augmenté à plusieurs reprises au-delà de l’heure normale de 48 heures,. Dans une lettre envoyée au Premier ministre britannique Boris Johnson, le 20 mars, St Pier a exigé une garantie que le soutien aux essais serait fourni aux dépendances de la Couronne du Royaume-Uni jusqu’à ce que Guernesey ait établi sa propre installation d’essai; la réponse de Johnson confirmant que Colindale Public Health Laboratory fournirait des installations d’analyse jusqu’à ce que Guernesey pourrait le faire lui-même. Le 30 mars, il a été annoncé que des installations d’essais locales étaient utilisées, ce qui signifie que les résultats seraient disponibles beaucoup plus rapidement que les essais effectués hors de l’île. En conséquence, Public Health a annoncé qu’à partir du 31 mars, ils mèneront un programme de dépistage communautaire plus large, en testant les personnes souffrant de problèmes respiratoires lors des chirurgies des médecins locaux,.
Le 5 mai, les États ont annoncé qu’ils alloueraient des fonds collectés par le public dans le cadre de l’appel d’offres local pour l’achat d’équipements essentiels afin d’accroître la capacité d’essai de Guernesey jusqu’à environ 400 tests par jour. Le 15 mai, le Dr Brink a révélé que les États-Unis avaient commandé 10000 trousses de dépistage d’anticorps récemment approuvées par Public Health England, dans le but d’étendre le dépistage à toute personne présentant des symptômes pertinents ainsi qu’à des contacts connus de cas positifs afin d’en apprendre davantage sur les cas asymptomatiques. En juillet, de nouveaux équipements ont été commandés qui, arrivant fin septembre, permettraient à l’île de réaliser jusqu’à 2 000 tests par jour.
Les travailleurs hospitaliers ont la priorité pour les tests s’ils présentent l’un des symptômes pertinents et que les travailleurs seraient retirés du travail s’ils se sentent même légèrement malades et rapidement testés. Le Dr Brink a également annoncé qu’une fois que les tests d’anticorps — qui peuvent identifier les personnes immunisées à la maladie — seront disponibles, les travailleurs hospitaliers seront de nouveau prioritaires.

### Vaccination
Le premier lot de 975 doses du Pfizer–BioNTech Covid-19 est arrivé à Guernesey le 12 décembre. Les travailleurs de première ligne et le personnel des résidences ou des maisons de soins ont commencé à recevoir leur première dose de vaccin le 17 décembre 2020. Le 8 janvier 2021, il a été annoncé que les États avaient fixé un objectif de 40 000 vaccinations d’ici la fin de mars 2021, soit 18 500 doses de Pfizer et 22 000 doses d’AstraZeneca, la plupart devant être administrées au centre de loisirs de Beau Séjour.

## Chronologie des réponses

### Février à mars 2020: premières mesures
Le 6 février, les États de Guernesey ont publié des informations conseillant aux insulaires revenant de Chine continentale de s’isoler pendant 14 jours à leur arrivée dans le Bailliage "afin de réduire le risque d’introduction de l’infection dans la communauté de l’île", en se référant aux directives d’auto-isolement de Public Health England de ne pas aller au travail, à l’école ou dans les lieux publics, d’éviter les visiteurs chez vous et d’éviter d’utiliser les transports en commun ou les taxis. Un jour plus tard, les États ont élargi la liste des 'zones affectées' à partir desquelles le retour nécessite l’auto-isolement pour inclure la Chine continentale, Hong Kong, le Japon, Macao, la Malaisie, la République de Corée du Sud, Singapour, Taïwan et la Thaïlande. Le 10 février, les États de Guernesey ont confirmé que sept résidents locaux avaient été testés pour le nouveau coronavirus, mais ont demandé aux insulaires "d’éviter la spéculation ou l’inquiétude". Le 25 février, les États de Guernesey ont mis à jour leurs informations de confinements pour les résidents de retour, en définissant les zones du groupe A et du groupe B. Les résidents qui revenaient des régions du groupe A (Chine continentale, Iran, Corée du Sud et certaines parties de l’Italie) devaient s’isoler pendant 14 jours à leur arrivée, tandis que ceux qui revenaient des régions du groupe B devaient s’isoler seulement s’ils avaient des symptômes.
Les premiers conseils donnés au public par les États de Guernesey, constituant la base de la phase de confinement, consistaient à changer de comportement en encourageant la publicité à se laver les mains pendant au moins vingt secondes, en évitant de se toucher le visage, et pratique de l’hygiène respiratoire, en plus de conseiller la distanciation sociale et de garder au moins 2 mètres 2 mètres (6,6 pi) des autres, en particulier ceux qui présentent des symptômes,. La Commission d’amélioration de la santé a également publié des conseils et des ressources sur les exercices visant à garder les familles en santé et actives pendant l’isolement, recommandant deux séances de 20 à 30 minutes par jour pour maintenir leur bien-être physique et mental. Ils ont également précisé que, même si les personnes peuvent faire de l’exercice seules à l’extérieur pendant qu’elles respectent les mesures de distanciation sociale, elles doivent rester à la maison dans la mesure du possible.

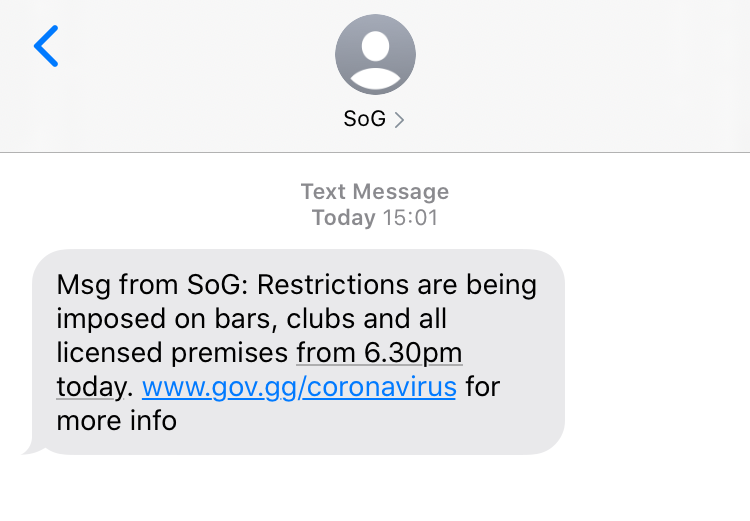
Les États de Guernesey ont utilisé la technologie pour envoyer des SMS pour la première fois afin de fournir des mises à jour régulières sur leur réponse à la pandémie.

Le premier cas du Bailliage a été confirmé le 9 mars, après quoi le CCA a promulgué le Emergency Powers (Coronavirus) (Bailiwick of Guernsey) Regulations 2020, qui entrera en vigueur le 18 mars : le premier d’un certain nombre de règlements sur les pouvoirs d’urgence mis en place dans les États de Guernesey en réponse à la pandémie. Le texte réglementaire permet au médecin-hygiéniste de mettre en œuvre des mesures d’urgence exécutoires par la loi, la première exigeant que toute personne arrivant au Bailliage de n’importe où s’isole pendant 14 jours à son arrivée à partir de minuit le 19 mars,. Le Règlement confère également aux agents d’application de la loi le pouvoir de détenir les personnes qu’ils soupçonnent d’être atteintes du coronavirus et de présenter un risque de propagation à d’autres personnes jusqu’à ce que le médecin-hygiéniste puisse donner d’autres conseils. Le 18 mars, les États ont utilisé pour la première fois les bases de données de Sure, JT et Airtel-Vodafone pour envoyer un message SMS contenant des informations sur l’auto-isolement aux numéros utilisés dans le Bailliage. La technologie est réservée aux urgences critiques ou aux menaces pour la santé publique.
Le 20 mars, les États de Guernesey ont imposé des restrictions à tous les bars, clubs et locaux autorisés à servir de l’alcool, stipulant que toutes les boîtes de nuit et bars qui ne servent pas de nourriture chaude doivent fermer, et l’alcool ne peut être servi aux clients assis dans les pubs et les restaurants que s’il est accessoire aux aliments préparés. Le député Gavin St Pier a également exhorté les clients et les titulaires de licence à respecter l'esprit, et non la loi à la lettre, et à ne pas chercher des moyens de contourner la restriction, conseillant à ceux qui seraient tentés de "Réfléchir. Regardez Netflix et obtenir un plat à emporter". Les restaurants et les locaux servant de la nourriture ainsi que les gymnases locaux étaient initialement ouverts aux affaires sous réserve de réglementations strictes garantissant que les clients pouvaient physiquement se distancier les uns des autres.

### Mars à Avril 2020: Premier confinement
À la suite de la confirmation d’un cas résultant d’une transmission sur l’île le 24 mars, les États de Guernesey ont annoncé dans une émission en direct qu’ils mettaient en œuvre un « confinement » pour une période initiale de deux semaines à partir de 00 h 01 le 25 mars, exécutoire en vertu du Emergency Powers (Coronavirus) (Control of Events, Gatherings and Meetings) (Bailiwick of Guernsey) Regulations, 2020 qui imposerait des restrictions à la liberté de circulation des personnes,,,.
Les mesures exigent que les gens restent à la maison, sauf pour les achats de produits de première nécessité, les besoins médicaux, deux heures d’exercice par jour et les déplacements pour se rendre au travail et en revenir pour des emplois «essentiels» qui ne peuvent absolument pas être effectués à partir de la maison. D’autres mesures comprennent la fermeture de tous les commerces, commerces et espaces communautaires non essentiels et l’interdiction des rassemblements publics de plus de deux personnes (à l’exclusion des personnes d’un même ménage). Gavin St Pier a établi des comparaisons avec les restrictions imposées pendant l'occupation des îles anglo-normandes pendant la seconde guerre mondiale, commentant "Ces mesures introduisent la plus grande privation de libertés personnelles depuis la seconde guerre mondiale". Le 29 mars, les États de Guernesey ont publié des révisions détaillées des mesures de confinement pour les entreprises et les travailleurs indépendants à la suite d'une certaine confusion sur les secteurs qui pouvaient encore travailler.
Le 26 mars, les États de Guernesey ont annoncé des mesures de "protection" pour les personnes extrêmement vulnérables, leur conseillant de rester chez elles pendant 12 semaines et de minimiser tout contact physique avec les autres. Le nombre de cas ayant atteint 91 le 1 avril, la réponse est passée à la phase de retard de la stratégie. Les États de Guernesey ont également précisé qu’il était acceptable de quitter la maison pour échapper à la violence conjugale, car cela serait considéré comme une raison essentielle, et ont publié des conseils pour les victimes de violence conjugale et recommandé une application qui permet au téléphone intelligent de l’utilisateur de devenir un dispositif de sécurité, envoyer leur emplacement à des contacts désignés lorsqu’ils sont activés en secouant le téléphone. St Pier a également appelé les insulaires à remplir un formulaire en ligne volontaire afin de recueillir des informations sur « comment se sent la communauté », et a demandé aux insulaires d'envoyer des questions aux États par e-mail pour y répondre lors de la prochaine conférence de presse,.
Le 2 avril, la CCA a approuvé plusieurs autres règlements sur les pouvoirs d'urgence, décrits par St Pier comme étant "en grande partie conçus pour planifier à l'avance afin de nous permettre de mieux gérer les problèmes qui surgiront en raison de la nécessité pour nous tous de garder nos distances les uns avec les autres autre. Ils comprennent des réglementations qui ont modifié certaines exigences stipulées dans le Mental Health (Bailiwick of Guernsey) Law 2010 sur l'avis du HSC à la suite de préoccupations concernant son fonctionnement pendant la pandémie ; Les réglementations sur les questions paroissiales qui ont permis aux paroisses de continuer à mener leurs activités en l'absence de réunions de contribuables, désormais impossibles en raison des restrictions de confinements ; des réglementations qui ont modifié les procédures relatives aux décès et aux crémations pour empêcher la propagation du COVID-19,,.
Le 5 avril, l'Overseas Aid and Development Commission (OA&DC) (constituée en tant que comité des États de Guernesey) a accepté de suspendre toutes les subventions prévues pour des projets en 2021 afin d'économiser et de restituer plus d'un million de livres sterling aux États de Guernesey pour soutenir la réponse à la pandémie. À la suite de la confirmation de deux groupes de clusters dans des foyers de soins séparés à Guernesey avec des dizaines d'employés et de résidents diagnostiqués avec le Covid-19, les États de Guernesey ont publié une "demande publique urgente" pour que d'anciens travailleurs ou bénévoles de foyers de soins aident dans les foyers de soins et les établissements de soins communautaires, ainsi que la désignation d'un programme distinct conçu spécifiquement pour répondre à la pandémie dans le secteur des foyers de soins du Bailliage,.

### Avril 2020 à janvier 2021: Libération progressive du confinement
Le 17 avril, la CCA a annoncé qu'elle était satisfaite de l'aplatissement de la courbe et a révélé ses plans de reprise progressive de l'activité commerciale et de sortie du confinement. La «stratégie de sortie» se décompose en six phases, chacune avec un assouplissement progressif des restrictions à la liberté de circulation et aux entreprises et finalement une levée de l'ordonnance de maintien à domicile la mise en œuvre d'une reprise économique plan. La stratégie sera surveillée en permanence à l'aide de tests, de la recherche des contacts et de la mise en quarantaine des patients potentiels, ainsi que de critères spécifiques qui déclencheraient la réintroduction de mesures de verrouillage, le cas échéant,,. Le Dr Brink a souligné que la nature adaptative de la réponse des États de Guernesey signifierait "sortir lentement du confinement", et a noté le succès des mesures de confinements pour réduire la transmission dans le bailliage, affirmant que la situation était "aussi bonne qu'on pouvait s'y attendre". et qu'il avait "dépassé" ses attentes,. À la suite de la mise en œuvre précoce de la phase trois, St Pier a réaffirmé que le bailliage pourrait progresser à travers chaque phase plus rapidement que prévu si l'île "maintenait son succès" dans le contrôle et l'élimination de la maladie

#### 8 avril au 19 juin 2020: phases 1 à 4
Le 7 avril, les États de Guernesey ont confirmé, lors d’un point de presse en direct, que les mesures de confinement resteraient en place pendant au moins 14 jours de plus, bien que des modifications aient été apportées aux restrictions imposées aux entreprises, à compter de minuit le 8 avril, permettre aux détaillants non essentiels d’effectuer des livraisons à domicile en respectant des mesures strictes de distanciation sociale et d’hygiène et en ne laissant pas plus de deux employés sur les lieux,. Ces changements ont été reconnus comme la première phase de la stratégie de sortie progressive du confinement annoncée dix jours plus tard. Reconnaissant la proportion élevée de décès et de cas provenant de foyers de soins sur l’île, les États ont décidé le 9 avril de mettre fin à toutes les visites de foyers de soins "dans un avenir prévisible". Toutes les visites à l’hôpital ou chez les patients atteints de la Covid-19 ne sont pas autorisées, et les centres de soins palliatifs mettront fin aux visites de routine; les visites en fin de vie seront évaluées individuellement.
La deuxième phase de la stratégie de sortie a été mise en œuvre à partir de minuit le 25 avril, permettant à un nombre limité d’entreprises de rouvrir, y compris le jardinage, le bâtiment et d’autres métiers, sans contact avec les ménages, le commerce de gros de bâtiments et l’entretien des véhicules, l’entretien et la réparation et la vente de biens, la location et les transactions commerciales. Les entreprises concernées ne peuvent rouvrir que si elles informent l’Hygiène du milieu et opèrent conformément à des mesures strictes de distanciation sociale et d’hygiène, le Dr Brink ajoutant que cela ne serait "certainement pas comme d’habitude" pour ceux qui retournent au travail.
Un assouplissement supplémentaire des restrictions de confinement dans le cadre de la phase deux a été annoncé le 1 mai, pour entrer en vigueur le lendemain, ce qui permettrait aux ménages de rencontrer un autre ménage et de se réunir avec ceux de ce ménage, à condition que des mesures de distanciation sociale soient respectées. Les gens ont également été autorisés à participer à des activités de plein air avec une autre personne de l’extérieur de leur ménage, encore une fois seulement si des mesures de distanciation sociale sont observées, ce qui comprend la navigation de plaisance, la pêche et la formation personnelle. Après sept jours consécutifs au cours desquels aucun nouveau cas n’a été identifié, les États ont présenté, le 7 mai, une servitude qui devait à l’origine être mise en œuvre dans le cadre de la troisième phase en prolongeant la période d’exercice quotidienne de deux heures à quatre heures.
La troisième phase devrait commencer après une période de quatre semaines au cours de laquelle il y a de nouveaux groupes menaçants, seulement un faible nombre de nouvelles infections et les admissions à l’hôpital restent stables ou diminuent. Cependant, après quinze jours consécutifs sans nouveaux décès ni nouveaux cas, le 15 mai, les États de Guernesey ont décidé de mettre en œuvre la phase trois à partir de minuit le lendemain, soit une semaine plus tôt que prévu. Les restrictions assouplies de la phase trois ont permis la réouverture des services de restauration, la reprise des prières privées dans les lieux de culte, la reprise des travaux intérieurs et de construction dans les maisons et la réouverture de certains bureaux où le Télétravail n’était pas possible. Toutefois, toutes ces mesures de distanciation sociale doivent tout de même être respectées,. De plus, deux ménages (ménages combinés autorisés à la phase deux) peuvent fusionner pour créer une plus grande bulle de quatre ménages; toutefois, les ménages ne peuvent pas changer ou échanger les ménages avec lesquels ils ont déjà adhéré.
Le 22 mai, le Bailliage avait passé vingt-deux jours consécutifs sans nouveaux cas ni décès, ce qui a incité le HSC à annoncer le début de la phase quatre à partir du 30 mai, soit six semaines plus tôt que prévu. Les modifications apportées aux restrictions mises en œuvre dans la phase quatre permettront aux restaurants et cafés, coiffeurs et esthéticiennes, cinémas, gymnases et lieux de sport de rouvrir conformément à des mesures de distanciation sociale strictes. En outre, toutes les écoles devraient rouvrir à partir du 8 juin, et le HSC a déclaré qu’il y aurait une possibilité de "quelques rassemblements sociaux" avec des restrictions "possibles" sur le nombre de personnes présentes. Les voyages non essentiels à l’intérieur et à l’extérieur de l’île seront également autorisés, mais les arrivées doivent tout de même observer les 14 jours d’isolement à leur retour.

#### 20 juin 2020 au 23 janvier 2021: Phase 5
La phase cinq, surnommée la "Bailiwick bubble", a commencé le 20 juin. L’annonce a été faite le 11 juin, après 42 jours sans nouveaux cas dans les îles et le Dr Brink a révélé que le vaste programme de tests communautaires n’avait montré aucune preuve du virus dans le Bailliage. Au cours de la phase cinq, les exigences en matière de distanciation sociale ont été levées, ce qui a permis à de nombreuses entreprises, y compris les pubs et les restaurants, de reprendre leurs activités normales à pleine capacité. Des restrictions d’auto-isolement demeurent en place dans certaines circonstances, y compris celles imposées aux arrivées au Bailliage. Les lieux publics et les boîtes de nuit sont autorisés à rouvrir, et les sports de contact sont autorisés, ce qui fait du Bailiwick la première place en Grande-Bretagne pour permettre le football, le rugby et les matchs de netball. Les restrictions frontalières strictes demeurent en place en raison de la propagation continue du virus dans les territoires avoisinants.
La phase cinq a ensuite été divisée en trois sous-phases. La deuxième de ces sous-phases, la phase 5b, a été introduite le 17 août 2020 avec la mise en œuvre de la catégorisation des groupes A, B et C pour permettre aux pays de déterminer les règles applicables aux arrivées en provenance de ces pays : Les personnes voyageant à partir d’un pays du groupe A au cours des 14 jours précédents ont dû s’isoler pendant 14 jours; celles voyageant à partir d’un pays du groupe B ont eu le choix de s’isoler pendant seulement sept jours avec un test de suivi avant leur libération; et les voyageurs en provenance d’un pays du groupe C n’étaient pas tenus d’isoler ou d’être testés (cette catégorie était exclusivement limitée aux pays qui avaient établi une 'liaison aérienne' directe avec l’île).
La phase 5c est entrée en vigueur le 28 octobre 2020, rejetant la catégorisation des pays A, B et C en faveur des catégories numérotées 1 à 4. Dans cette phase, toute personne se rendant au Bailliage est tenue d’utiliser le "Travel Tracker" des États de Guernesey, qui oblige toutes les arrivées au Bailliage (à l’exclusion des vols intra-île) à s’inscrire et, selon leurs antécédents de voyage récents, à subir des tests et à s’isoler pendant 7 ou 14 jours. Le 23 décembre 2020, l’ACC a annoncé que des tests de sortie seraient appliqués pour toutes les arrivées au Bailliage le treizième jour de leur confinements. Si ce test est positif, la période d’isolement obligatoire de ces personnes sera prolongée à 21 jours. Les nouvelles mesures ont été mises en œuvre en réponse à un  variant du virus se propageant dans tout le Royaume-Uni. En janvier 2021, des restrictions plus strictes sur les arrivées ont été mises en œuvre, les voyageurs potentiels ayant besoin d’obtenir un permis de voyage essentiel avant leur voyage et les résidents locaux n’ayant plus automatiquement le droit de revenir.

### Janvier à mars 2021: Deuxième Confinement
Le matin du 23 janvier 2021, après l’identification de quatre nouveaux cas sans origine connue, les États de Guernesey ont publié un avis selon lequel tous les rassemblements et événements devraient être annulés immédiatement et les mesures de distanciation sociale devraient être respectées. Les foyers de soins et l’hôpital ont été avisés de ne pas admettre de visiteurs. Une conférence de presse était prévue pour midi ce jour-là, au cours de laquelle on a annoncé qu’une deuxième ordonnance de confinement devait être imposée immédiatement, avec des règlements et des restrictions presque identiques comme étant le premier confinement, et avec d’autres directives à fournir au cours des quelques jours suivants. Le confinement a été annoncé comme étant indéfini, avec un premier examen après deux semaines.
Le 5 février 2021, il a été confirmé que le confinement se poursuivrait au moins jusqu’au 10 février, date à laquelle une mise à jour serait fournie sur le plan de sortie du deuxième confinement. Le ministre en chef Peter Ferbrache a déclaré qu’il s’attendait à ce que le confinement prenne fin beaucoup plus rapidement que le premier.
Le 13 février 2021, une mesure législative a été annoncée pour rendre obligatoire l’utilisation du port du masque dans tous les transports en commun et les espaces publics intérieurs du Bailliage,.
Le 22 mars, Guernesey entre dans la troisième étape de sa sortie du deuxième confinement, qui comprend la levée de toutes les restrictions internes dans le Bailliage et un retour à la vie normale dans les îles.

### À partir d'avril 2021: levée prévue des restrictions aux frontières
À compter du 30 avril, les restrictions sur les voyages non essentiels ont été levées, sous réserve de restrictions en fonction du pays ou de la région d’où le voyageur arrive. Les voyageurs qui arrivent d’endroits comptant moins de 100 cas pour 100 000 habitants sont soumis à des tests à leur arrivée et au septième jour , entre lesquels ils doivent s’isoler, avant d’entrer dans une phase de protocoles de suivi passif amélioré pendant sept jours.
À compter du 14 mai, on s’attend à ce que des mesures d’arrivée moins rigoureuses soient mises en place pour les arrivées en provenance d’un emplacement de catégorie 2, c’est-à-dire que les personnes qui voyagent à partir d'emplacements comptant moins de 30 cas pour 100 000 habitants et qui obtiennent un résultat négatif à leur arrivée n’auront pas à s’auto-évaluer. Mais doivent se conformer à un protocole de suivi passif, qui comprend des restrictions sur l’accès aux foyers de soins et aux traitements hospitaliers non urgents.
À partir du 1er juillet, les frontières devraient rouvrir complètement pour la première fois depuis mars 2020, sous réserve de l'achèvement de la phase 1 du programme de vaccination (les deux doses) et d'éventuelles exigences de test ou de preuve de vaccination

## Réaction
Gary Burgess, journaliste pour ITV News, a rapporté que la réponse des États de Guernesey avait été "considérée par beaucoup comme un exemple de bonnes communications pendant la pandémie de coronavirus". Burgess a souligné en particulier la clarté et le sens de la transparence dans la réponse, citant les conférences de presse tenues deux ou trois fois par semaine par des hauts responsables de la CCA au cours desquelles les journalistes peuvent poser autant de questions qu'ils le souhaitent au nom de tous les insulaires, des États de Guernesey publie des données sur les lieux des épidémies, le nombre de patients traités à l'hôpital et le nombre de guérisons, ainsi que des informations sur le vaste processus de recherche des cas-contacts.
Au plus fort des restrictions de confinement imposées en mars et en avril, un mouvement communautaire a vu des images et des dessins d’arcs-en-ciel affichés partout sur l’île comme « un symbole de positivité et d’espoir » pendant la pandémie.
Le respect des règles de confinement et d’isolement dans l’île a été très élevé. Le 30 juin, sur une population d’environ 65 000 habitants, 59 personnes avaient été "conseillées formellement" par la police et 5 avaient été recommandées pour des poursuites en cas de violation des règles d’urgence, ce qui correspond à un taux de conformité aux règles de confinement de 99,9 %.
En reconnaissance de son rôle dans la coordination de la réponse du Bailliage à la pandémie, le Dr Brink a été nommé MBE dans les honneurs de l'anniversaire de la reine 2020 pour les services de santé publique à Guernesey.

## Impact

### Impact économique
La pandémie et les mesures prises pour prévenir sa propagation ont eu de graves répercussions sur l’économie locale et mondiale. Souvent décrit comme un défi économique sans précédent pour le Bailliage, le ralentissement économique résultant de la pandémie et en particulier, des mesures de confinement, a été décrit comme étant pire que celui observé pendant la crise financière de 2008, déclenchant une récession économique,. Island Global Research a constaté que, dans les trois dépendances de la Couronne, 49 % des travailleurs des services professionnels ont subi une baisse de la demande ou ont été forcés de fermer complètement, tandis que 12 % ont fait état d’une augmentation de la demande. De plus, 29 % des répondants actifs à Guernesey avaient subi une perte de travail ou travaillé moins d’heures par semaine à compter du 6 avril.
Les États de Guernesey ont estimé que le coût de la pandémie pour le gouvernement en 2020 seulement se situerait entre 170 et 190 millions de livres sterling pour tenir compte de la perte de revenus du gouvernement. Financer les divers programmes d’aide financière et les dépenses accrues pour gérer la crise, et cela aura probablement un impact en 2021 et au-delà. Jusqu’à 100 millions de £ de ce montant seront potentiellement couverts par le fonds souverain de l’île (une réserve d’investissement de base souvent appelée le fonds des jours difficiles des États), bien que St Pier ait révélé que les investissements des États avaient subi une baisse de 11 % au premier trimestre de 2020, et qu’ils ne liquideraient pas leurs investissements tant qu’ils n’auraient pas à nouveau augmenté en valeur. Pour fournir des liquidités et des flux de trésorerie, le Comité des politiques et des ressources chercherait plutôt à obtenir un prêt pouvant atteindre 500 millions de livres sterling pour couvrir la perte de revenus et le soutien aux entreprises pendant que les paiements aux États sont reportés,.

#### Marchés financiers
La pandémie et les mesures prises pour contenir sa propagation ont déclenché une ralentissement économique supposé être pire que celui observé lors de la crise financière de 2008, déclenchant une grave récession économique affectant à la fois l'économie locale et mondiale,. Bien que l’ampleur de l’impact sur l’économie de Guernesey soit encore inconnue, La modélisation des États de Guernesey a suggéré des pertes d’environ 330 millions de livres sterling en 2020, soit environ 9 à 10 % de l’économie de l’île, et St Pier a avancé que sans un plan de relance économique, il pourrait falloir environ sept ans pour que l’économie revienne à des niveaux avant la pandémie.
Gavin St Pier a distingué la crise économique déclenchée par la pandémie de celle de 2007-2008, faisant valoir que l’approche d’austérité adoptée pour se remettre de la récession une décennie plus tôt serait inappropriée pour répondre à « une expérience économique complètement différente ». et a plutôt suggéré qu’un investissement financier important et un soutien des États seront plus efficaces pour réaliser "une reprise et une expérience économique en V". Le député Lyndon Trott a déclaré qu’il était "critique" que les États de Guernesey empruntent afin de financer sa stratégie de relance économique, affirmant que l’alternative de l’austérité, des réductions de dépenses et des augmentations d’impôts « prolongerait la période de récession et nuirait à la compétitivité et aux répercussions sur les travailleurs et les familles

#### Comportement du consommateur

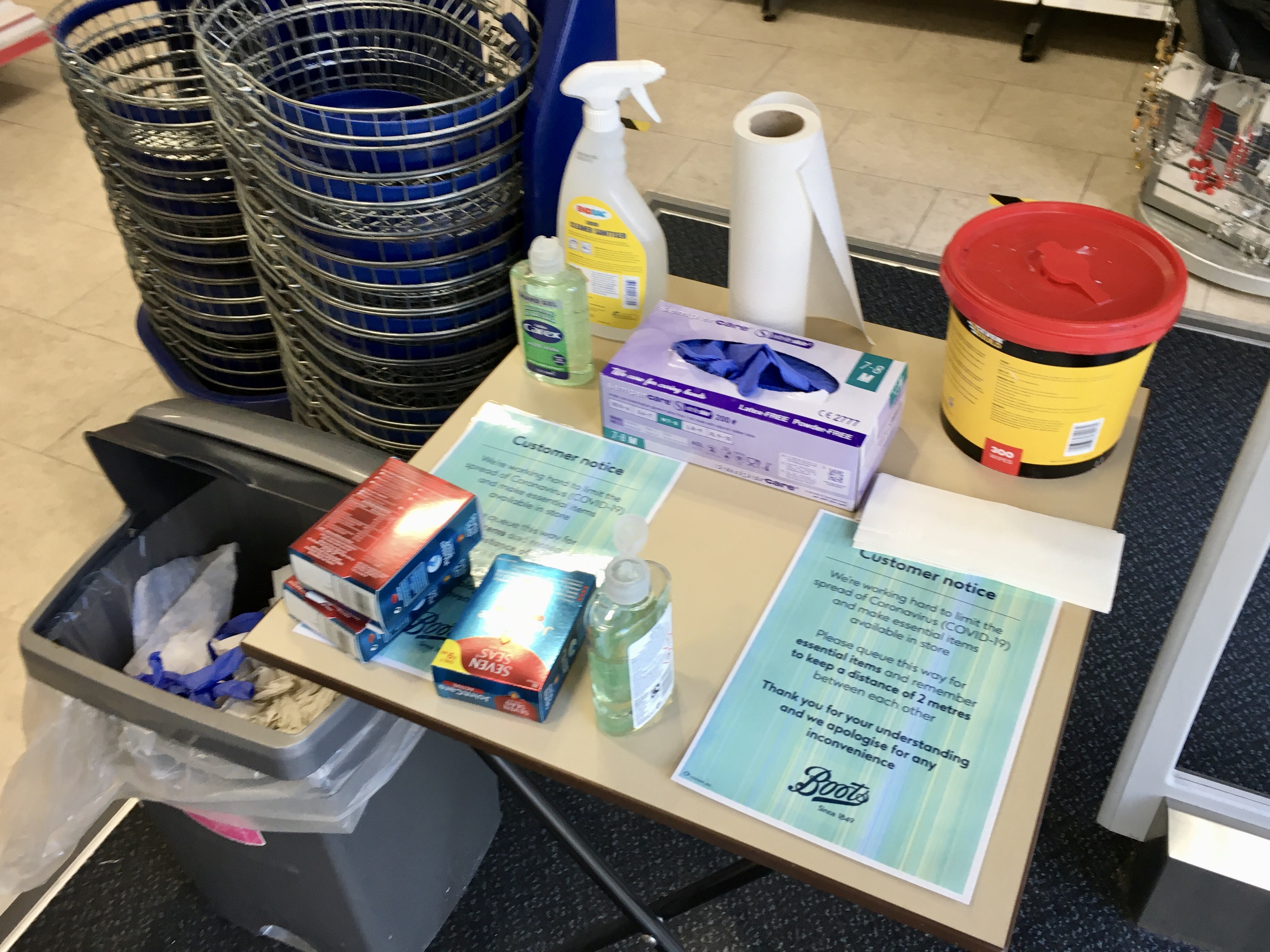
Une table à l'entrée de Boots, dans la rue principale, avec Solution hydroalcoolique pour les mains et des gants jetables que les clients sont tenus d'utiliser

Début mars, certains membres du public ont eu recours à des achats de panique dans les supermarchés et les magasins d'alimentation du bailliage, ce qui a entraîné de longues files d'attente et des pénuries de papier toilette, de pâtes et de produits frais. Les magasins ont limité l'achat de produits essentiels à trois articles, placé des agents de sécurité dans les allées et utilisé du ruban adhésif pour imposer la distanciation sociale aux caisses. S'adressant à la réponse paniquée du public, le 22 mars, les États de Guernesey ont assuré que l'île n'avait "aucun problème actuel d'approvisionnement en biens essentiels" et ont imploré les gens de rester attentifs aux autres et d'arrêter les achats de panique, disant à ceux qui continuent de le faire pour juste avoir une emprise et ne pas être si égoïste.
De même, les États ont publié une déclaration demandant aux gens de cesser de stocker des médicaments à la suite d’une augmentation subite du nombre de personnes qui achètent des analgésiques et d’autres médicaments en vrac et des rapports de personnes faisant pression sur les pharmaciens pour qu’ils délivrent des ordonnances à l’avance. Les États ont averti que l’accumulation de stocks exerçait une pression inutile sur la chaîne d’approvisionnement et qu’il n’y avait aucune préoccupation quant aux pénuries ou à l’approvisionnement de l’île. Une étude d’Island Global Research sur l’impact de la pandémie dans les dépendances de la Couronne a révélé que, pour la semaine commençant le 23 mars, 79 % des répondants à Guernesey ont été en mesure d’obtenir la totalité ou la plupart des articles d’épicerie essentiels qu’ils voulaient lorsqu’ils faisaient leurs achats,.
Le 2 avril, Guernsey Electricity a révélé qu’il avait constaté une réduction de 10 % de la consommation d’énergie depuis le confinement imposé le 25 mars, décrivant la baisse comme « remarquable » et citant la fermeture d’entreprises ainsi qu’une augmentation des températures comme causes probables. Comme les travailleurs et les familles passent plus de temps à la maison pendant le confinement (et les étapes de la libération progressive), la quantité de déchets recyclés sur place a augmenté de 30 %, les ordures ménagères générales ont augmenté de 20 %, tandis que les déchets généraux collectés auprès des entreprises ont été réduits de moitié. Les États de Guernesey ont postulé que le fait que le recyclage du verre domestique collecté a presque doublé indique que les insulaires boivent davantage à la maison. Le 21 mai, les Channel Islands Co-op ont révélé qu’elles avaient constaté une réduction du nombre de personnes utilisant leurs grands magasins pendant le confinement, après une brève période d’activité en raison d’achats paniqués plus tôt pendant la pandémie.

#### Emploi
La pandémie et les mesures mises en œuvre pour prévenir sa propagation ont eu des répercussions importantes sur le travail et l’emploi dans le Bailliage, ce qui a entraîné liquidations, Chômage et des licenciements de personnel. Dans une lettre ouverte aux insulaires, le député Lyndon Trott a cité des prévisions selon lesquelles jusqu’à 2 000 travailleurs locaux pourraient se retrouver au chômage.
L'entreprise locale Specsavers—le plus grand employeur privé du bailliage - a annoncé le 2 avril qu'elle prévoyait des réductions de 5 % du personnel de l'entreprise en raison de l'impact significatif de la pandémie sur les ventes et les revenus de l'entreprise, entraînant une vingtaine de licenciements à Guernesey. Le 6 avril, Channel Island Lines a annoncé qu'elle cessait ses activités avec effet immédiat, mettant 80 personnes au chômage (dont 12 à Guernesey). La société a cité "des conditions commerciales très difficiles" causées par la pandémie comme raison de l'effondrement. Le 15 avril, la compagnie aérienne locale Aurigny a annoncé qu'elle avait mis fin à ses activités 170 membres du personnel à 70 % de leur salaire de base normal, et que le personnel retenu avait été invité à accepter 80 % de son salaire antérieur. Les mesures devaient permettre à l'entreprise d'économiser 450 000 £ par mois. Le 20 mai, le PDG de Condor Ferries a déclaré qu'il y avait un risque de « licenciements importants » en raison de la pandémie.
Le 1er avril, il a été confirmé que 1 100 personnes s'étaient renseignées sur le fonds de secours des États de Guernesey, avec plus de 2 000 courriels demandant des informations supplémentaires; les fonds sont destinés à soutenir ceux qui ont été licenciés, dont les revenus du ménage sont fortement réduits, qui sont en incapacités de travailler à distance et en isolement obligatoire, ou qui en sont incapacités de travailler parce qu'ils s'occupent d'un enfant à charge qui ne peut pas être pris en charge autrement,.
En raison de l’augmentation importante de la demande d’équipement médical, certaines entreprises locales ont profité d’une hausse d’activité, comme Intersurgical Guernesey, une entreprise locale qui produit de l’équipement médical essentiel au traitement des patients atteints de la Covid-19, qui ont augmenté leur production de 36 %, passant d’environ 350 000 produits par semaine à plus de 500 000 et qui ont embauché 12 employés supplémentaires, dont certains avaient déjà été licenciés en raison de la pandémie,.

#### Construction
Le 12 avril, il a été signalé que la construction semblait être l’industrie locale la plus touchée par la pandémie, produisant plus de 600 demandes de soutien aux entreprises des États de Guernesey. S’exprimant au nom des États, Paul Whitfield a dévoilé des plans visant à introduire le cas échéant, un « minimum de retour au travail en toute sécurité tout en gérant cette courbe » dans le cadre du programme de rétablissement.

#### Finance
Le secteur financier, la plus grande industrie de Guernesey, a été le moins touché par la pandémie, avec de nombreux employés en télétravail, bien que la vice-présidente de la Chambre de commerce de Guernesey, Elaine Gray, ait déclaré que le secteur avait subi une baisse immédiate des flux de trésorerie et qu'il y avait encore eu des licenciements et des réductions de salaire dans les entreprises de services financiers.

#### Alimentation et hôtellerie

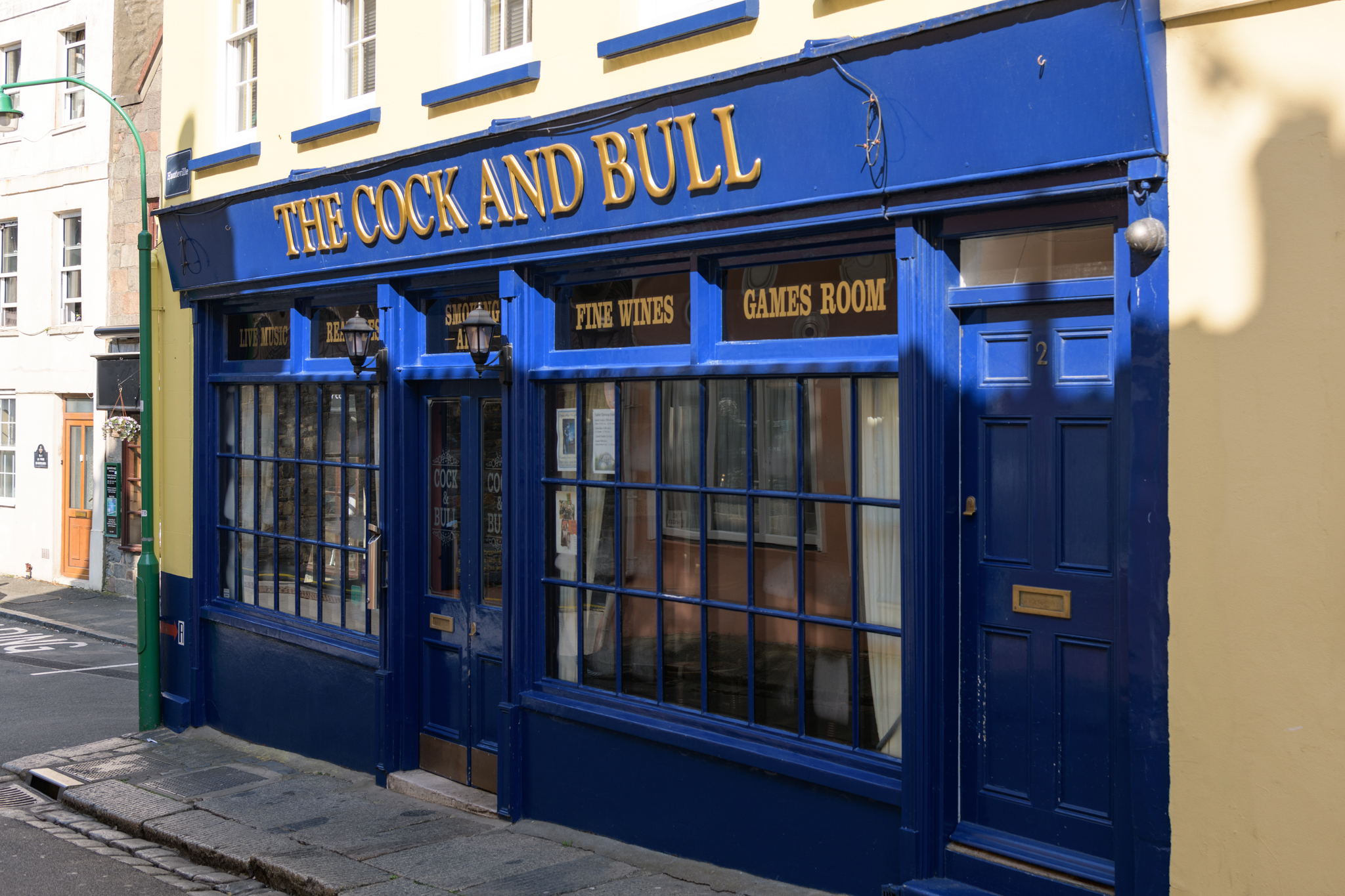
Les pubs locaux et les établissements autorisés qui ne servent pas de nourriture (y compris le Cock and Bull, photo) ont été forcés de fermer le 20 mars ; tous les établissements de restauration ont été fermés peu après.

Le président-directeur général, Paul Whitfield, a décrit l’industrie de l’accueil comme ayant souffert « considérablement » à la suite de la pandémie. Le 23 mars, le Liberation Group, qui possède plusieurs pubs, bars et restaurants locaux, a fermé tous ses sites. Le 29 mars, à la suite d’une clarification des mesures de confinement strictes mises en œuvre quatre jours plus tôt, tous les restaurants, cafés et kiosques — dont beaucoup avaient pris des dispositions pour fournir des services de livraison de nourriture afin de rester ouverts pendant le confinement — ont reçu l’ordre de fermer. Le 15 mai, le Guernesey Press a rapporté que les hôteliers attendaient leur pire exercice financier depuis l’occupation.

#### Commerce de détail
Le 31 mars, Sandpiper CI le plus grand détaillant de Guernesey, a annoncé que son achat de la Guernsey Pub Company, propriétaire de Randalls Brewery, avait échoué en raison de l'impact de la pandémie, l'accord de vente et d'achat prenant fin le 1er avril.

#### Marché immobilier
Il a été signalé le 6 avril que les ventes et les locations de propriétés n'avaient pas "baissé de façon spectaculaire" et que malgré l'annulation des visites de maisons, y compris celles des géomètres et des agents immobiliers en raison des mesures de confinement, les agents immobiliers restaient optimistes alors qu'il était trop tôt pour estimer le impact de la pandémie sur l'immobilier à Guernesey.

#### Tourisme
Le tourisme et les visiteurs, une autre grande partie de l’économie de Guernesey, ont été considérablement touchés par la pandémie. Le 11 mars, il est  annoncé que les ports de Guernesey ont annulé par précaution l'arrivée d'un bateau de croisière qui devait arriver le 20 mars. Par la suite, le 19 mars, des opérateurs ont annulé tous les voyages de croisière jusqu'au début du mois de mai, dont neuf devaient visiter l'île en avril et trois en mai.

#### Dépenses publiques
Lors de l'annonce du budget 2020 en novembre, il a été estimé que le gouvernement de l'île serait moins bien loti de 120 millions de livres sterling que prévu pour 2020 (environ 2 000 livres sterling par personne), composé d'une combinaison de pires résultats des actifs commerciaux, en particulier de ports et Aurigny, une réduction de 30 millions de livres sterling de la collecte des impôts et le coût de 52 millions de livres sterling du soutien direct aux entreprises et aux particuliers.

### Impact politique
La pandémie a entraîné des changements dans le fonctionnement habituel des États de Guernesey, la CCA étant habilitée à promulguer de manière indépendante une législation d'urgence pour coordonner et appliquer la stratégie de réponse. En conséquence, il y avait plusieurs inquiétudes concernant le manque d'examen des décisions prises par le CCA - un organe conçu pour les "urgences à court terme" - en raison du fait que les États de délibération ne siégeaient pas normalement, incitant les États à envisager des changements temporaires à son système de gouvernement. La question a été résolue le 14 avril lorsque les États de délibération se sont réunis virtuellement pour voter rétrospectivement sur les diverses lois sur les pouvoirs d'urgence promulguées par la CCA, qui ont toutes été approuvées. Lors d'une autre réunion virtuelle le 15 avril, les États de délibération ont décidé de reporter la première élection à l'échelle de l'île de Guernesey, prévue en juin 2020, jusqu'en juin 2021. L'élection a ensuite été avancée à octobre 2020.

### Impact social

#### Criminalité
Guernsey Police révélé qu'il y avait eu une réduction globale du nombre de crimes signalés et commis pendant la période de confinement, bien qu'un certain nombre de personnes aient été arrêtées pour des infractions au code de la route. Cependant, il y a eu un nombre plus élevé d' incidents de Violence familiale  à Guernesey depuis la mise en œuvre des restrictions de confinement, accompagnés d'un plus grand nombre d'appels à la police et aux associations caritatives pour violence domestique ; La police de Guernesey a toujours précisé que quitter la maison pour échapper à la violence domestique constitue un voyage essentiel,. Le 3 avril, une femme d'origine asiatique a été verbalement agressée racialement par un homme dans un parking d'un magasin Waitrose sur le Rohais.

#### Événements
À la suite des conseils du gouvernement sur la distanciation sociale et la limitation des contacts avec les autres, un certain nombre d'événements locaux ont été annulés ou reportés, notamment les célébrations du Jour de la Libération et le festival littéraire de Guernesey,. Le 20 mai, les organisateurs ont confirmé que le week-end annuel de courses de moutons de Sercq avait été annulé en raison de la pandémie.
Une étude d'Island Global Research sur l'impact de la pandémie dans les dépendances de la Couronne a révélé que, pour la semaine commençant le 23 mars, 87 % des personnes interrogées à Guernesey ont été contraintes de reporter ou d'annuler des plans sociaux ou des événements en raison de la pandémie,. À la suite de la fermeture d'églises à travers l'île, annulant effectivement les congrégations hebdomadaires, BBC Radio Guernsey a annoncé qu'elle hébergerait des congrégations sans fil tous les dimanches. Le 23 mars, la Cour royale a apporté plusieurs modifications à ses procédures en réponse à la pandémie pour permettre des mesures de distanciation sociale. Une « offre de base » de services matrimoniaux sera toujours fournie,.

#### Éducation
La pandémie a entraîné, temporairement, la fermeture quasi totale des écoles du Bailliage, comme cela s'est produit dans les systèmes éducatifs du monde entier. Le 19 mars, la Santé publique a annoncé que toutes les écoles du Bailliage seraient fermées du 23 mars jusqu'à au moins la fin des vacances de Pâques, avec l'intention de rouvrir une fois que les tests sur l'île seront introduits, mais cela a ensuite été prolongé jusqu'au 31 mai (bien que la décision fasse l'objet d'un réexamen constant). Des exceptions ont été faites pour les enfants dont les parents ont été classés comme travailleurs essentiels ainsi que pour les enfants et les jeunes ayant des besoins éducatifs spéciaux qui ont été autorisés à fréquenter l'école à condition que des mesures de distanciation sociale soient respectées. St Pier a déclaré que les mesures prévoyaient qu'entre 10% et 15% des enfants continueraient à fréquenter les écoles pendant l'arrêt temporaire de l'éducation,. Le 7 avril, il a été annoncé que 126 enfants et jeunes étaient pris en charge à l'école.
La fermeture des écoles en raison de la pandémie a également entraîné de nouvelles perturbations de l'éducation, notamment des modifications des procédures d'examen, des retards dans les résultats et la confirmation des places académiques, ainsi que la relocalisation des étudiants étudiant à l'étranger. Les confirmations des places dans les écoles primaires et secondaires, normalement envoyées avant la fin du trimestre de printemps, ont été retardées, et les étudiants de A-level et GCSE, ne pouvant pas passer les examens en raison de la pandémie, se verront attribuer leur « plus probable ' note par les enseignants conformément aux directives du régulateur d'examen Ofqual. Les étudiants qui étudient au Royaume-Uni ou à l'étranger ont été invités à retourner sur l'île "le plus tôt possible" au milieu de la fermeture de nombreuses universités et établissements d'enseignement en raison de la pandémie, demandant dans un communiqué le 17 mars que les étudiants envisagent de rentrer chez eux, même si cela nécessite une période d'auto-isolement.
Le 15 mai, il est annoncé que les écoles primaires rouvriraient à partir du 8 juin. La moitié des élèves seront présents lundi et mardi et l'autre moitié jeudi et vendredi, le mercredi étant utilisé pour nettoyer en profondeur l'école afin d'empêcher la propagation du virus. Les écoles secondaires sont cependant restées fermées.

#### Santé mentale
Des inquiétudes ont été exprimées quant à l'impact de la pandémie sur la santé mentale dans le Bailliage,, en particulier chez les jeunes et les travailleurs sociaux. Une étude portant sur la santé mentale et le bien-être a révélé que le nombre de personnes déclarant être « en plein essor » était passé de 72 % au début de 2020 à seulement 25 % à la mi-avril. On a émis l'hypothèse que certaines personnes qui éprouvent normalement des niveaux élevés d'anxiété avaient en fait une expérience plus positive pendant le confinement, mais que le retour à la normalité après le confinement pourrait entraîner une anxiété accrue après une période de contacts sociaux réduits.

#### Sport
L'impact de la pandémie a considérablement affecté le sport sur l'île. Les annulations d'événements incluent le marathon de Guernesey et la demi-finale du vase Muratti. La saison du Guernsey F.C. a été écourtée lorsque tous les matches restants de la Ligue Isthmian 2019-2020 ont été annulés et la saison annulée, tandis que les Guernsey Raiders, qui était leader de la London & South East Premier lorsque la division a pris fin prématurément en raison à la pandémie, ont été promus en National League 2 South (en) pour la saison suivante. L'édition 2020 de la Siam Cup, le concours annuel de rugby entre Guernesey et Jersey et le deuxième plus ancien trophée de rugby existant - se jouerait en mai 2021.

#### Transport

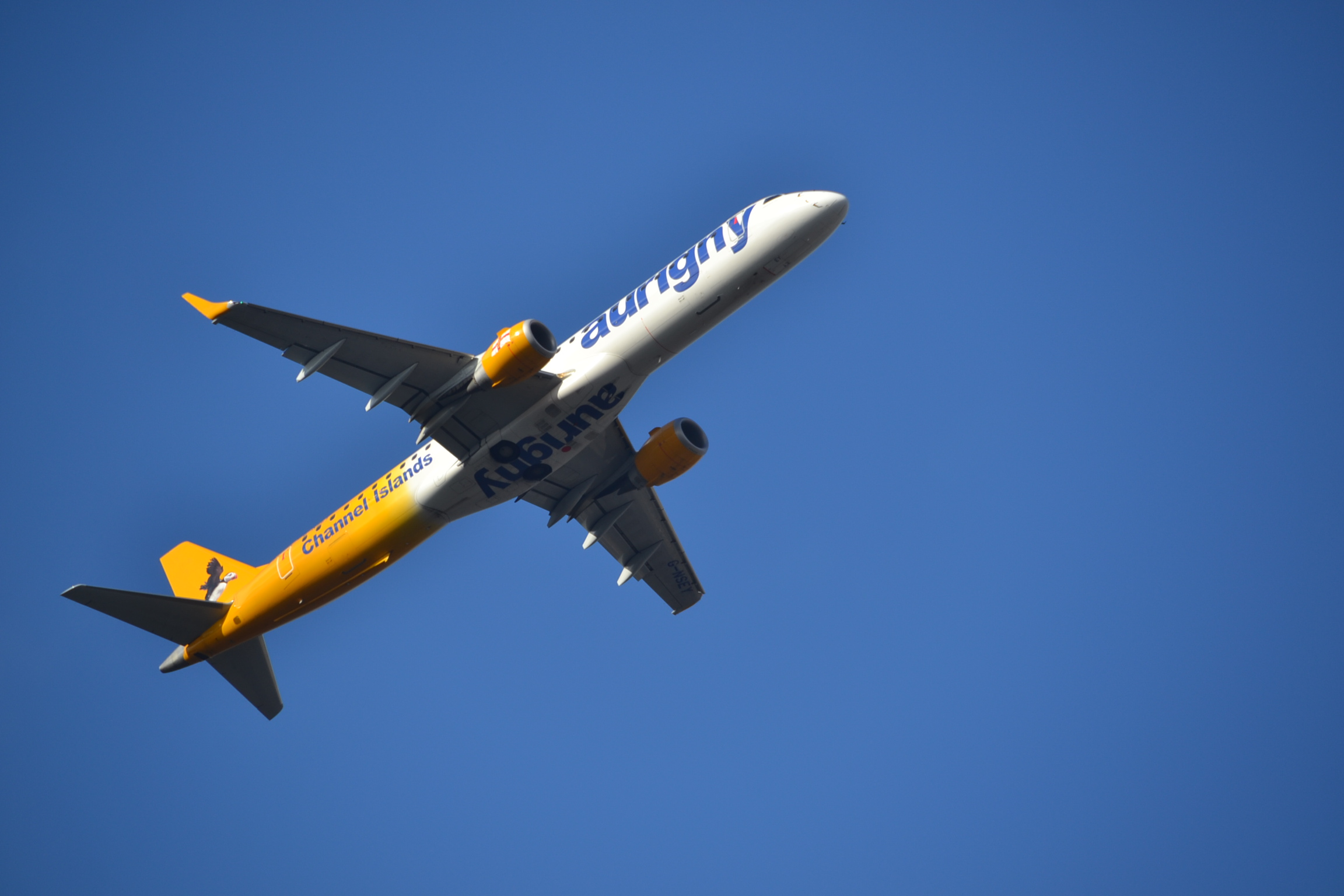
La compagnie aérienne locale Aurigny a considérablement réduit ses rotations en raison d'une réduction de la demande, en partie à cause des conseils du gouvernement contre les voyages non essentiels.

Le 21 mars 2020, il a été annoncé que, conformément aux directives des États de Guernesey, aucun bateau n'était autorisé à débarquer sur Herm depuis l'extérieur du bailliage jusqu’à la fin avril 2020.
Le 23 mars 2020, Sark Shipping a suspendu tous les bateaux à passagers à destination de Sercq depuis St. Peter Port. Après que les résidents de Sercq aient eu la possibilité d'être rapatriés sur une douzaine de traversées, il a été annoncé qu'à partir du 30 mars 2021, seuls trois services de fret par semaine seraient exploités vers Sercq.
Le 18 mars, la compagnie aérienne locale Blue Islands a offert aux citoyens des vols de rapatriement avant la date limite d’isolement; deux jours plus tard, le 20 mars, la compagnie aérienne a annoncé qu’elle arrêtait tous les vols à partir de Guernesey en raison du manque de demande.
Le 19 mars, la compagnie aérienne locale Aurigny a annoncé des modifications de ses horaires qui comprenaient la réduction des rotations entre certaines destinations et une suspension totale d’autres liaisons, initialement prévues jusqu’au 19 avril. La compagnie aérienne a déclaré que le but de la réductions était de réduire les coûts dans cette période sans précédent de faible demande et a déclaré qu’ils espéraient revenir à leur horaire régulier pour l’été. Le 25 mars, Aurigny a annoncé un horaire fortement réduit accessible uniquement aux clients ayant un motif essentiel de déplacement.
Le 3 avril, Aurigny a annoncé qu'elle suspendrait tous les vols à destination et en provenance de l'aéroport de Gatwick du 6 avril à fin mai. Cela a été prolongé le 15 mai jusqu'à la fin du mois d'août, avec des suspensions sur les vols vers toutes les destinations autres qu'une route d'urgence vers Southampton.
Le 10 avril, il a été signalé que l'aéroport de Guernesey n'ouvrirait plus le samedi jusqu'à fin mai 2020.
Le 12 mai, Condor Ferries a annoncé qu'il n'y aurait pas de ferries de passagers avant au moins le 12 juin.
Le 25 juin, il a été annoncé qu'un pont aérien ouvrirait en juillet pour permettre de voyager entre l'île de Man et Guernesey sans restrictions de quarantaine.

## Autres réponses
Airtel-Vodafone a annoncé le 20 mars qu’elle avait augmenté la capacité de données des clients à 50 Go pour une période initiale d’un mois afin de soutenir ceux qui travaillent à distance pendant la pandémie de Covid-19. Sure a également annoncé qu'il offrirait des mises à niveau gratuites aux vitesses haut débit des clients jusqu'en juillet.
Le 31 mars, Rubis a annoncé qu'il offrirait du carburant gratuit à tous les travailleurs hospitaliers de première ligne dans les hôpitaux des îles anglo-normandes. Les travailleurs pourront réclamer un chèque carburant utilisable dans n'importe quel stations-service Rubis.

## Perception du public
Le 7 avril, il a été rapporté qu'une étude menée par Island Global Research a révélé que 77 % des insulaires percevaient la menace de la pandémie comme élevée ou très élevée. L'étude a également révélé qu'environ 25 % des moins de 30 ans pensaient que la pandémie représentait une menace élevée ou très élevée pour eux, contre environ 50 % des personnes âgées de plus de 70 ans, et qu'en général, les gens perçoivent la menace de la pandémie comme plus grande pour les membres de la famille que pour eux-mêmes, en particulier ceux qui vivent au Royaume-Uni plutôt qu'à Guernesey.

## Statistiques

### Résultats des tests
Au 15 février 2021, 55 578 échantillons ont été testés, donnant 801 résultats positifs et 54 450 résultats négatifs avec 327 résultats à confirmer. 611 cas confirmés ont été signalés comme récupérés à la suite de résultats de test négatifs pour des patients qui avaient déjà été testés positifs, et il y a 176 cas actifs (connus).

### Décès
Les États de Guernesey ont enregistré 14 décès (13 au cours de la première vague et 1 au cours de la deuxième vague) de personnes confirmées en raison de la COVID-19. Il a également été établi qu’un patient est décédé de la Covid-19 pour une cause différente et trois autres décès présumés – décès de personnes qui n’ont pas subi de test de dépistage, mais dont on croit qu’elles sont décédées de la Covid-19. Seulement 2 décès sont survenus à l’hôpital et tous, sauf un, ont été des résidents de foyers de soins locaux,.

### Analyse de la première vague

#### Groupement de cas
| Regroupement                  | % de cas confirmés | % de cas confirmés |
| ----------------------------- | ------------------ | ------------------ |
| maisons de soins              | 42                 | 42                 |
| Staff                         | 23                 | 23                 |
| Résidents                     | 19                 | 19                 |
| Contacts des cas connus       | 27                 | 27                 |
| Voyage                        | 19                 | 19                 |
| Source communautaire inconnue | 12                 | 12                 |

Sur les 252 cas confirmés au 11 mai, 37 % concernaient des hommes et 63 % des femmes, avec des âges allant de 0 à 99 ans. 96 % des personnes infectées sont âgées de 18 ans et plus et 4 % ont moins de 18 ans. Les États de Guernesey ont identifié le Royaume-Uni, la France, Tenerife, l'Espagne continentale, l'Allemagne, l'Autriche, la Suisse et Jersey ainsi que des sources de l'infection dans le Bailliage,.
Le plus grand groupe de cas résulte de plusieurs grappes identifiées dans les foyers de soins locaux, les résidents et le personnel des foyers représentant plus de 40 % de tous les cas confirmés dans le bailliage. En revanche, le plus petit groupe de cas a été ceux provenant d'une source communautaire inconnue (une sans lien traçable avec un cas connu ou un groupe de cas) à 12 %.
Le graphique ci-dessous montre le regroupement des cas actifs confirmés lors de la première vague de l'épidémie du 6 mars 2020 au 29 mai 2020 enregistrés par date de diagnostic. Les cas actifs font référence au nombre total de cas confirmés moins les cas récupérés et décédés. La récupération est définie à l'aide de la définition virologique, ce qui signifie que la personne est re-testée et qu'il n'y a pas de virus détectable sur son prélèvement de nez ou de gorge au jour 14 (ou plus tard si une personne est toujours symptomatique au jour 14).

### Statistiques complètes

#### 2020
| Mars–avril | Mars–avril          | Mars–avril          | Mars–avril          | Mars–avril          | Mars–avril            | Mars–avril            | Mars–avril               | Mars–avril               | Mars–avril |
| Date       | Résultats positifs  | Résultats positifs  | Décès confirmés     | Décès confirmés     | Échantillons prélevés | Échantillons prélevés | Récupérations confirmées | Récupérations confirmées |            |
| Date       | Nouveau             | Total               | Nouveau             | Total               | Nouveau               | Total                 | Nouveau                  | Total                    |            |
| ---------- | ------------------- | ------------------- | ------------------- | ------------------- | --------------------- | --------------------- | ------------------------ | ------------------------ | ---------- |
| 9 Mar      | 1                   | 1                   | 0                   | 0                   | –                     | 84                    | –                        | –                        |            |
| ⋮          | Pas de nouveaux cas | Pas de nouveaux cas | Pas de nouveaux cas | Pas de nouveaux cas | Pas de nouveaux cas   | Pas de nouveaux cas   | Pas de nouveaux cas      | Pas de nouveaux cas      |            |
| 20 Mar     | 1                   | 2                   | 0                   | 0                   | 45                    | 273                   | –                        | –                        |            |
| 21 Mar     | 15                  | 17                  | 0                   | 0                   | 26                    | 299                   | –                        | –                        |            |
| 22 Mar     | 3                   | 20                  | 0                   | 0                   | 42                    | 341                   | –                        | –                        |            |
| 23 Mar     | 0                   | 20                  | 0                   | 0                   | 28                    | 369                   | –                        | –                        |            |
| 24 Mar     | 3                   | 23                  | 0                   | 0                   | 29                    | 398                   | –                        | –                        |            |
| 25 Mar     | 7                   | 30                  | 0                   | 0                   | 43                    | 441                   | –                        | –                        |            |
| 26 Mar     | 4                   | 34                  | 0                   | 0                   | 6                     | 447                   | –                        | –                        |            |
| 27 Mar     | 2                   | 36                  | 0                   | 0                   | 25                    | 472                   | –                        | –                        |            |
| 28 Mar     | 3                   | 39                  | 0                   | 0                   | 37                    | 509                   | –                        | –                        |            |
| 29 Mar     | 6                   | 45                  | 0                   | 0                   | 28                    | 537                   | –                        | –                        |            |
| 30 Mar     | 15                  | 60                  | 0                   | 0                   | 54                    | 591                   | –                        | –                        |            |
| 31 Mar     | 18                  | 78                  | 1                   | 1                   | 117                   | 708                   | –                        | –                        |            |
| 1 Avr      | 13                  | 91                  | 0                   | 1                   | 41                    | 749                   | –                        | –                        |            |
| 2 Avr      | 6                   | 97                  | 0                   | 1                   | 62                    | 811                   | –                        | –                        |            |
| 3 Avr      | 17                  | 114                 | 1                   | 2                   | 99                    | 910                   | 13                       | 13                       |            |
| 4 Avr      | 22                  | 136                 | 0                   | 2                   | 81                    | 991                   | 2                        | 15                       |            |
| 5 Avr      | 18                  | 154                 | 1                   | 3                   | 118                   | 1,109                 | 12                       | 27                       |            |
| 6 Avr      | 11                  | 165                 | 1                   | 4                   | 48                    | 1,157                 | 1                        | 28                       |            |
| 7 Avr      | 1                   | 166                 | 0                   | 4                   | 17                    | 1,174                 | 6                        | 34                       |            |
| 8 Avr      | 15                  | 181                 | 1                   | 5                   | 113                   | 1,287                 | 4                        | 38                       |            |
| 9 Avr      | 10                  | 191                 | 0                   | 5                   | 210                   | 1,497                 | 2                        | 40                       |            |
| 10 Avr     | 9                   | 200                 | 1                   | 6                   | 81                    | 1,578                 | 2                        | 42                       |            |
| 11 Avr     | 9                   | 209                 | 0                   | 6                   | 58                    | 1,636                 | 6                        | 48                       |            |
| 12 Avr     | 9                   | 218                 | 0                   | 6                   | 83                    | 1,719                 | 0                        | 48                       |            |
| 13 Avr     | 1                   | 219                 | 0                   | 6                   | 54                    | 1,773                 | 5                        | 53                       |            |
| 14 Avr     | 4                   | 223                 | 1                   | 7                   | 62                    | 1,835                 | 0                        | 53                       |            |
| 15 Avr     | 5                   | 228                 | 1                   | 8                   | 137                   | 1,972                 | 16                       | 69                       |            |
| 16 Avr     | 6                   | 234                 | 1                   | 9                   | 142                   | 2,114                 | 4                        | 73                       |            |
| 17 Avr     | 2                   | 236                 | 0                   | 9                   | 109                   | 2,223                 | 9                        | 82                       |            |
| 18 Avr     | 3                   | 239                 | 0                   | 9                   | 97                    | 2,320                 | 5                        | 87                       |            |
| 19 Avr     | 0                   | 239                 | 0                   | 9                   | 127                   | 2,447                 | 10                       | 97                       |            |
| 20 Avr     | 0                   | 239                 | 1                   | 10                  | 44                    | 2,491                 | 15                       | 112                      |            |
| 21 Avr     | 2                   | 241                 | 0                   | 10                  | 70                    | 2,561                 | 11                       | 123                      |            |
| 22 Avr     | 2                   | 243                 | 0                   | 10                  | 74                    | 2,635                 | 11                       | 134                      |            |
| 23 Avr     | 2                   | 245                 | 0                   | 10                  | 92                    | 2,727                 | 5                        | 139                      |            |
| 24 Avr     | 0                   | 245                 | 1                   | 11                  | 69                    | 2,796                 | 16                       | 155                      |            |
| 25 Avr     | 0                   | 245                 | 1                   | 12                  | 68                    | 2,864                 | 12                       | 167                      |            |
| 26 Avr     | 2                   | 247                 | 1                   | 13                  | 77                    | 2,941                 | 4                        | 171                      |            |
| 27 Avr     | 0                   | 247                 | 0                   | 13                  | 57                    | 2,998                 | 11                       | 182                      |            |
| 28 Avr     | 0                   | 247                 | 0                   | 13                  | 16                    | 3,014                 | 9                        | 191                      |            |
| 29 Avr     | 4                   | 251                 | 0                   | 13                  | 113                   | 3,127                 | 5                        | 196                      |            |
| 30 Avr     | 0                   | 251                 | 0                   | 13                  | 52                    | 3,179                 | 6                        | 202                      |            |

| Mai–Aout | Mai–Aout           | Mai–Aout           | Mai–Aout        | Mai–Aout        | Mai–Aout              | Mai–Aout              | Mai–Aout                 | Mai–Aout                 | Mai–Aout |
| Date     | Résultats positifs | Résultats positifs | Décès confirmés | Décès confirmés | Échantillons prélevés | Échantillons prélevés | Récupérations confirmées | Récupérations confirmées |          |
| Date     | Nouveau            | Total              | Nouveau         | Total           | Nouveau               | Total                 | Nouveau                  | Total                    |          |
| -------- | ------------------ | ------------------ | --------------- | --------------- | --------------------- | --------------------- | ------------------------ | ------------------------ | -------- |
| 1er mai  | 1                  | 252                | 0               | 13              | 91                    | 3,270                 | 7                        | 209                      |          |
| 2 mai    | 0                  | 252                | 0               | 13              | 102                   | 3,372                 | 8                        | 217                      |          |
| 3 mai    | 0                  | 252                | 0               | 13              | 32                    | 3,404                 | 0                        | 217                      |          |
| 4 mai    | 0                  | 252                | 0               | 13              | 17                    | 3,421                 | 0                        | 217                      |          |
| 5 mai    | 0                  | 252                | 0               | 13              | 44                    | 3,465                 | 5                        | 222                      |          |
| 6 mai    | 0                  | 252                | 0               | 13              | 71                    | 3,536                 | 0                        | 222                      |          |
| 7 mai    | 0                  | 252                | 0               | 13              | 52                    | 3,588                 | 1                        | 223                      |          |
| 8 mai    | 0                  | 252                | 0               | 13              | 64                    | 3,652                 | 2                        | 225                      |          |
| 9 mai    | 0                  | 252                | 0               | 13              | 26                    | 3,678                 | 1                        | 226                      |          |
| 10 mai   | 0                  | 252                | 0               | 13              | 30                    | 3,708                 | 0                        | 226                      |          |
| 11 mai   | 0                  | 252                | 0               | 13              | 44                    | 3,752                 | 0                        | 226                      |          |
| 12 mai   | 0                  | 252                | 0               | 13              | 55                    | 3,807                 | 3                        | 229                      |          |
| 13 mai   | 0                  | 252                | 0               | 13              | 73                    | 3,880                 | 1                        | 230                      |          |
| 14 mai   | 0                  | 252                | 0               | 13              | 63                    | 3,943                 | 0                        | 230                      |          |
| 15 mai   | 0                  | 252                | 0               | 13              | 92                    | 4,035                 | 1                        | 231                      |          |
| 16 mai   | 0                  | 252                | 0               | 13              | 57                    | 4,092                 | 1                        | 232                      |          |
| 17 mai   | 0                  | 252                | 0               | 13              | 29                    | 4,121                 | 1                        | 233                      |          |
| 18 mai   | 0                  | 252                | 0               | 13              | 7                     | 4,128                 | 1                        | 234                      |          |
| 19 mai   | 0                  | 252                | 0               | 13              | 65                    | 4,193                 | 1                        | 235                      |          |
| 20 mai   | 0                  | 252                | 0               | 13              | 53                    | 4,246                 | 1                        | 236                      |          |
| 21 mai   | 0                  | 252                | 0               | 13              | 88                    | 4,334                 | 0                        | 236                      |          |
| 22 mai   | 0                  | 252                | 0               | 13              | 59                    | 4,393                 | 0                        | 236                      |          |
| 23 mai   | 0                  | 252                | 0               | 13              | 131                   | 4,524                 | 0                        | 236                      |          |
| 24 mai   | 0                  | 252                | 0               | 13              | 12                    | 4,536                 | 0                        | 237                      |          |
| 25 mai   | 0                  | 252                | 0               | 13              | 42                    | 4,578                 | 0                        | 237                      |          |
| 26 mai   | 0                  | 252                | 0               | 13              | 43                    | 4,621                 | 0                        | 237                      |          |
| 27 mai   | 0                  | 252                | 0               | 13              | 73                    | 4,694                 | 1                        | 238                      |          |
| 28 mai   | 0                  | 252                | 0               | 13              | 111                   | 4,805                 | 0                        | 238                      |          |
| 29 mai   | 0                  | 252                | 0               | 13              | 116                   | 4,921                 | 0                        | 238                      |          |
| 30 mai   | 0                  | 252                | 0               | 13              | 109                   | 5,030                 | 0                        | 238                      |          |
| 31 mai   | 0                  | 252                | 0               | 13              | 29                    | 5,059                 | 0                        | 238                      |          |
| 1er juin | 0                  | 252                | 0               | 13              | 30                    | 5,089                 | 0                        | 238                      |          |
| 2 juin   | 0                  | 252                | 0               | 13              | 49                    | 5,138                 | 0                        | 238                      |          |
| 3 juin   | 0                  | 252                | 0               | 13              | 95                    | 5,233                 | 0                        | 238                      |          |
| 4 juin   | 0                  | 252                | 0               | 13              | 45                    | 5,278                 | 0                        | 238                      |          |
| 5 juin   | 0                  | 252                | 0               | 13              | 121                   | 5,399                 | 0                        | 238                      |          |
| 6 juin   | 0                  | 252                | 0               | 13              | 20                    | 5,419                 | 0                        | 238                      |          |
| 7 juin   | 0                  | 252                | 0               | 13              | 48                    | 5,467                 | 0                        | 238                      |          |
| 8 juin   | 0                  | 252                | 0               | 13              |                       |                       | 0                        | 238                      |          |
| 9 juin   | 0                  | 252                | 0               | 13              |                       |                       | 0                        | 238                      |          |
| 10 juin  | 0                  | 252                | 0               | 13              |                       |                       | 0                        | 238                      |          |
| 11 juin  | 0                  | 252                | 0               | 13              |                       | 5,695                 | 0                        | 238                      |          |
| 12 juin  | 0                  | 252                | 0               | 13              |                       |                       | 0                        | 238                      |          |
| 13 juin  | 0                  | 252                | 0               | 13              |                       |                       | 0                        | 238                      |          |
| 14 juin  | 0                  | 252                | 0               | 13              |                       |                       | 0                        | 238                      |          |
| 15 juin  | 0                  | 252                | 0               | 13              |                       |                       | 0                        | 238                      |          |
| 16 juin  | 0                  | 252                | 0               | 13              |                       |                       | 0                        | 238                      |          |
| 17 juin  | 0                  | 252                | 0               | 13              |                       |                       | 0                        | 238                      |          |
| 18 juin  | 0                  | 252                | 0               | 13              |                       |                       | 0                        | 238                      |          |
| 19 juin  | 0                  | 252                | 0               | 13              |                       | 6,051                 | 0                        | 238                      |          |
| 20 juin  | 0                  | 252                | 0               | 13              |                       |                       | 0                        | 238                      |          |
| 21 juin  | 0                  | 252                | 0               | 13              |                       |                       | 0                        | 238                      |          |
| 22 juin  | 0                  | 252                | 0               | 13              |                       |                       | 0                        | 238                      |          |
| 23 juin  | 0                  | 252                | 0               | 13              |                       |                       | 0                        | 238                      |          |
| 24 juin  | 0                  | 252                | 0               | 13              |                       |                       | 0                        | 238                      |          |
| 25 juin  | 0                  | 252                | 0               | 13              |                       |                       | 0                        | 238                      |          |
| 26 juin  | 0                  | 252                | 0               | 13              |                       | 6,269                 | 0                        | 238                      |          |
| 27 juin  | 0                  | 252                | 0               | 13              |                       |                       | 0                        | 238                      |          |
| 28 juin  | 0                  | 252                | 0               | 13              |                       |                       | 0                        | 238                      |          |
| 29 juin  | 0                  | 252                | 0               | 13              |                       |                       | 0                        | 238                      |          |
| 30 juin  | 0                  | 252                | 0               | 13              |                       |                       | 0                        | 238                      |          |
| 1 Jul    | 0                  | 252                | 0               | 13              |                       | 6,462                 | 0                        | 238                      |          |
| 2 Jul    | 0                  | 252                | 0               | 13              |                       |                       | 0                        | 238                      |          |
| 3 Jul    | 0                  | 252                | 0               | 13              |                       |                       | 0                        | 238                      |          |
| 4 Jul    | 0                  | 252                | 0               | 13              |                       |                       | 0                        | 238                      |          |
| 5 Jul    | 0                  | 252                | 0               | 13              |                       |                       | 0                        | 238                      |          |
| 6 Jul    | 0                  | 252                | 0               | 13              |                       |                       | 0                        | 238                      |          |
| 7 Jul    | 0                  | 252                | 0               | 13              |                       |                       | 0                        | 238                      |          |
| 8 Jul    | 0                  | 252                | 0               | 13              |                       | 6,604                 | 0                        | 238                      |          |
| 9 Jul    | 0                  | 252                | 0               | 13              |                       |                       | 0                        | 238                      |          |
| 10 Jul   | 0                  | 252                | 0               | 13              |                       |                       | 0                        | 238                      |          |
| 11 Jul   | 0                  | 252                | 0               | 13              |                       |                       | 0                        | 238                      |          |
| 12 Jul   | 0                  | 252                | 0               | 13              |                       |                       | 0                        | 238                      |          |
| 13 Jul   | 0                  | 252                | 0               | 13              |                       |                       | 0                        | 238                      |          |
| 14 Jul   | 0                  | 252                | 0               | 13              |                       |                       | 0                        | 238                      |          |
| 15 Jul   | 0                  | 252                | 0               | 13              |                       |                       | 0                        | 238                      |          |
| 16 Jul   | 0                  | 252                | 0               | 13              |                       |                       | 0                        | 238                      |          |
| 17 Jul   | 0                  | 252                | 0               | 13              |                       |                       | 0                        | 238                      |          |
| 18 Jul   | 0                  | 252                | 0               | 13              |                       |                       | 0                        | 238                      |          |
| 19 Jul   | 0                  | 252                | 0               | 13              |                       | 7,587                 | 0                        | 238                      |          |
| 20 Jul   | 0                  | 252                | 0               | 13              |                       |                       | 0                        | 238                      |          |
| 21 Jul   | 0                  | 252                | 0               | 13              |                       |                       | 0                        | 238                      |          |
| 22 Jul   | 0                  | 252                | 0               | 13              |                       |                       | 0                        | 238                      |          |
| 23 Jul   | 0                  | 252                | 0               | 13              |                       |                       | 0                        | 238                      |          |
| 24 Jul   | 0                  | 252                | 0               | 13              |                       |                       | 0                        | 238                      |          |
| 25 Jul   | 0                  | 252                | 0               | 13              |                       |                       | 0                        | 238                      |          |
| 26 Jul   | 0                  | 252                | 0               | 13              |                       |                       | 0                        | 238                      |          |
| 27 Jul   | 0                  | 252                | 0               | 13              |                       |                       | 0                        | 238                      |          |
| 28 Jul   | 0                  | 252                | 0               | 13              |                       |                       | 0                        | 238                      |          |
| 29 Jul   | 0                  | 252                | 0               | 13              |                       |                       | 0                        | 238                      |          |
| 30 Jul   | 0                  | 252                | 0               | 13              |                       |                       | 0                        | 238                      |          |
| 31 Jul   | 0                  | 252                | 0               | 13              |                       | 8,321                 | 0                        | 238                      |          |
| 1er août | 0                  | 252                | 0               | 13              |                       |                       | 0                        | 238                      |          |
| 2 août   | 0                  | 252                | 0               | 13              |                       |                       | 0                        | 238                      |          |
| 3 août   | 0                  | 252                | 0               | 13              |                       |                       | 0                        | 238                      |          |
| 4 août   | 0                  | 252                | 0               | 13              |                       |                       | 0                        | 238                      |          |
| 5 août   | 0                  | 252                | 0               | 13              |                       |                       | 0                        | 238                      |          |
| 6 août   | 0                  | 252                | 0               | 13              |                       |                       | 0                        | 238                      |          |
| 7 août   | 0                  | 252                | 0               | 13              |                       |                       | 0                        | 238                      |          |
| 8 août   | 0                  | 252                | 0               | 13              |                       |                       | 0                        | 238                      |          |
| 9 août   | 0                  | 252                | 0               | 13              |                       |                       | 0                        | 238                      |          |
| 10 août  | 0                  | 252                | 0               | 13              |                       |                       | 0                        | 238                      |          |
| 11 août  | 0                  | 252                | 0               | 13              |                       |                       | 0                        | 238                      |          |
| 12 août  | 0                  | 252                | 0               | 13              |                       |                       | 0                        | 238                      |          |
| 13 août  | 0                  | 252                | 0               | 13              |                       |                       | 0                        | 238                      |          |
| 14 août  | 0                  | 252                | 0               | 13              |                       |                       | 0                        | 238                      |          |
| 15 août  | 0                  | 252                | 0               | 13              |                       |                       | 0                        | 238                      |          |
| 16 août  | 0                  | 252                | 0               | 13              |                       |                       | 0                        | 238                      |          |
| 17 août  | 0                  | 252                | 0               | 13              |                       |                       | 0                        | 238                      |          |
| 18 août  | 0                  | 252                | 0               | 13              |                       |                       | 0                        | 238                      |          |
| 19 août  | 0                  | 252                | 0               | 13              |                       |                       | 0                        | 238                      |          |
| 20 août  | 0                  | 252                | 0               | 13              |                       |                       | 0                        | 238                      |          |
| 21 août  | 0                  | 252                | 0               | 13              |                       |                       | 0                        | 238                      |          |
| 22 août  | 0                  | 252                | 0               | 13              |                       |                       | 0                        | 238                      |          |
| 23 août  | 0                  | 252                | 0               | 13              |                       |                       | 0                        | 238                      |          |
| 24 août  | 0                  | 252                | 0               | 13              |                       |                       | 0                        | 238                      |          |
| 25 août  | 0                  | 252                | 0               | 13              |                       |                       | 0                        | 238                      |          |
| 26 août  | 0                  | 252                | 0               | 13              |                       |                       | 0                        | 238                      |          |
| 27 août  | 0                  | 252                | 0               | 13              |                       |                       | 0                        | 238                      |          |
| 28 août  | 0                  | 252                | 0               | 13              |                       |                       | 0                        | 238                      |          |
| 29 août  | 0                  | 252                | 0               | 13              |                       |                       | 0                        | 238                      |          |
| 30 août  | 0                  | 252                | 0               | 13              |                       |                       | 0                        | 238                      |          |
| 31 août  | 0                  | 252                | 0               | 13              |                       |                       | 0                        | 238                      |          |

| Septembre–décembre | Septembre–décembre | Septembre–décembre | Septembre–décembre | Septembre–décembre | Septembre–décembre    | Septembre–décembre    | Septembre–décembre       | Septembre–décembre       | Septembre–décembre |
| Date               | Résultats positifs | Résultats positifs | Décès confirmés    | Décès confirmés    | Échantillons prélevés | Échantillons prélevés | Récupérations confirmées | Récupérations confirmées |                    |
| Date               | Nouveau            | Total              | Nouveau            | Total              | Nouveau               | Total                 | Nouveau                  | Total                    |                    |
| ------------------ | ------------------ | ------------------ | ------------------ | ------------------ | --------------------- | --------------------- | ------------------------ | ------------------------ | ------------------ |
| 1 Sep              | 0                  | 252                | 0                  | 13                 |                       |                       | 0                        | 238                      |                    |
| 2 Sep              | 0                  | 252                | 0                  | 13                 |                       |                       | 0                        | 238                      |                    |
| 3 Sep              | 0                  | 252                | 0                  | 13                 |                       |                       | 0                        | 238                      |                    |
| 4 Sep              | 0                  | 252                | 0                  | 13                 |                       | 11,326                | 0                        | 238                      |                    |
| 5 Sep              | 0                  | 252                | 0                  | 13                 |                       |                       | 0                        | 238                      |                    |
| 6 Sep              | 0                  | 252                | 0                  | 13                 |                       |                       | 0                        | 238                      |                    |
| 7 Sep              | 1                  | 253                | 0                  | 13                 |                       | 11,649                | 0                        | 238                      |                    |
| 8 Sep              | 0                  | 253                | 0                  | 13                 | 174                   | 11,823                | 0                        | 238                      |                    |
| 9 Sep              | 0                  | 253                | 0                  | 13                 |                       |                       | 0                        | 238                      |                    |
| 10 Sep             | 0                  | 253                | 0                  | 13                 |                       |                       | 0                        | 238                      |                    |
| 11 Sep             | 0                  | 253                | 0                  | 13                 |                       |                       | 0                        | 238                      |                    |
| 12 Sep             | 0                  | 253                | 0                  | 13                 |                       |                       | 0                        | 238                      |                    |
| 13 Sep             | 0                  | 253                | 0                  | 13                 |                       |                       | 0                        | 238                      |                    |
| 14 Sep             | 0                  | 253                | 0                  | 13                 |                       |                       | 0                        | 238                      |                    |
| 15 Sep             | 0                  | 253                | 0                  | 13                 |                       |                       | 0                        | 238                      |                    |
| 16 Sep             | 0                  | 253                | 0                  | 13                 |                       |                       | 0                        | 238                      |                    |
| 17 Sep             | 0                  | 253                | 0                  | 13                 |                       |                       | 1                        | 239                      |                    |
| 18 Sep             | 1                  | 254                | 0                  | 13                 |                       | 13,120                | 0                        | 239                      |                    |
| 19 Sep             | 0                  | 254                | 0                  | 13                 |                       |                       | 0                        | 239                      |                    |
| 20 Sep             | 1                  | 255                | 0                  | 13                 |                       | 13,288                | 0                        | 239                      |                    |
| 21 Sep             | 1                  | 256                | 0                  | 13                 | 179                   | 13,467                | 0                        | 239                      |                    |
| 22 Sep             | 0                  | 256                | 0                  | 13                 | 102                   | 13,569                | 0                        | 239                      |                    |
| 23 Sep             | 0                  | 256                | 0                  | 13                 |                       |                       | 0                        | 239                      |                    |
| 24 Sep             | 0                  | 256                | 0                  | 13                 |                       |                       | 0                        | 239                      |                    |
| 25 Sep             | 0                  | 256                | 0                  | 13                 |                       |                       | 1                        | 240                      |                    |
| 26 Sep             | 0                  | 256                | 0                  | 13                 |                       |                       | 0                        | 240                      |                    |
| 27 Sep             | 0                  | 256                | 0                  | 13                 |                       |                       | 0                        | 240                      |                    |
| 28 Sep             | 0                  | 256                | 0                  | 13                 |                       |                       | 0                        | 240                      |                    |
| 29 Sep             | 0                  | 256                | 0                  | 13                 |                       |                       | 0                        | 240                      |                    |
| 30 Sep             | 0                  | 256                | 0                  | 13                 |                       |                       | 2                        | 242                      |                    |
| 1 Oct              | 0                  | 256                | 0                  | 13                 |                       |                       | 0                        | 242                      |                    |
| 2 Oct              | 0                  | 256                | 0                  | 13                 |                       |                       | 0                        | 242                      |                    |
| 3 Oct              | 1                  | 257                | 0                  | 13                 |                       |                       | 0                        | 242                      |                    |
| 4 Oct              | 0                  | 257                | 0                  | 13                 |                       |                       | 0                        | 242                      |                    |
| 5 Oct              | 0                  | 257                | 0                  | 13                 |                       |                       | 0                        | 242                      |                    |
| 6 Oct              | 0                  | 257                | 0                  | 13                 |                       |                       | 0                        | 242                      |                    |
| 7 Oct              | 0                  | 257                | 0                  | 13                 |                       |                       | 0                        | 242                      |                    |
| 8 Oct              | 1                  | 258                | 0                  | 13                 |                       |                       | 1                        | 243                      |                    |
| 9 Oct              | 0                  | 258                | 0                  | 13                 |                       |                       | 0                        | 243                      |                    |
| 10 Oct             | 0                  | 258                | 0                  | 13                 |                       |                       | 0                        | 243                      |                    |
| 11 Oct             | 0                  | 258                | 0                  | 13                 |                       |                       | 0                        | 243                      |                    |
| 12 Oct             | 0                  | 258                | 0                  | 13                 |                       |                       | 0                        | 243                      |                    |
| 13 Oct             | 0                  | 258                | 0                  | 13                 |                       |                       | 0                        | 243                      |                    |
| 14 Oct             | 0                  | 258                | 0                  | 13                 |                       | 16,701                | 0                        | 243                      |                    |
| 15 Oct             | 0                  | 258                | 0                  | 13                 | 280                   | 16,981                | 0                        | 243                      |                    |
| 16 Oct             | 0                  | 258                | 0                  | 13                 | 266                   | 17,247                | 1                        | 244                      |                    |
| 17 Oct             | 0                  | 258                | 0                  | 13                 | 40                    | 17,287                | 0                        | 244                      |                    |
| 18 Oct             | 0                  | 258                | 0                  | 13                 |                       |                       | 0                        | 244                      |                    |
| 19 Oct             | 0                  | 258                | 0                  | 13                 |                       | 17,489                | 1                        | 245                      |                    |
| 20 Oct             | 1                  | 259                | 0                  | 13                 | 74                    | 17,573                | 0                        | 245                      |                    |
| 21 Oct             | 1                  | 260                | 0                  | 13                 | 225                   | 17,798                | 0                        | 245                      |                    |
| 22 Oct             | 2                  | 262                | 0                  | 13                 | 324                   | 18,122                | 0                        | 245                      |                    |
| 23 Oct             | 3                  | 265                | 0                  | 13                 | 373                   | 18,495                | 0                        | 245                      |                    |
| 24 Oct             | 0                  | 265                | 0                  | 13                 | 115                   | 18,610                | 0                        | 245                      |                    |
| 25 Oct             | 0                  | 265                | 0                  | 13                 | 195                   | 18,805                | 0                        | 245                      |                    |
| 26 Oct             | 1                  | 266                | 0                  | 13                 | 127                   | 18,932                | 0                        | 245                      |                    |
| 27 Oct             | 0                  | 266                | 0                  | 13                 | 104                   | 19,036                | 0                        | 245                      |                    |
| 28 Oct             | 1                  | 267                | 0                  | 13                 | 184                   | 19,220                | 0                        | 245                      |                    |
| 29 Oct             | 0                  | 267                | 0                  | 13                 | 140                   | 19,360                | 0                        | 245                      |                    |
| 30 Oct             | 0                  | 267                | 0                  | 13                 | 256                   | 19,616                | 0                        | 245                      |                    |
| 31 Oct             | 1                  | 268                | 0                  | 13                 | 157                   | 19,773                | 0                        | 245                      |                    |
| 1 Nov              | 2                  | 270                | 0                  | 13                 | 70                    | 19,843                | 1                        | 246                      |                    |
| 2 Nov              | 1                  | 271                | 0                  | 13                 | 150                   | 19,993                | 0                        | 246                      |                    |
| 3 Nov              | 1                  | 272                | 0                  | 13                 | 139                   | 20,132                | 0                        | 246                      |                    |
| 4 Nov              | 1                  | 273                | 0                  | 13                 | 322                   | 20,454                | 1                        | 247                      |                    |
| 5 Nov              | 1                  | 274                | 0                  | 13                 | 327                   | 20,781                | 2                        | 249                      |                    |
| 6 Nov              | 4                  | 278                | 0                  | 13                 | 199                   | 20,980                | 1                        | 250                      |                    |
| 7 Nov              | 1                  | 279                | 0                  | 13                 | 208                   | 21,188                | 0                        | 250                      |                    |
| 1 Déc              |                    | 287                | 0                  | 13                 |                       |                       | 0                        | 270                      |                    |
| 2 Déc              |                    | 287                | 0                  | 13                 |                       | 25,154                | 1                        | 271                      |                    |
| 7 Déc              |                    | 288                | 0                  | 13                 |                       | 26,507                |                          | 271                      |                    |
| 12 Déc             |                    | 289                | 0                  | 13                 |                       | 27,595                |                          | 275                      |                    |
| 17 Déc             |                    | 291                | 0                  | 13                 |                       | 28,752                |                          | 275                      |                    |
| 23 Déc             |                    | 297                | 0                  | 13                 |                       | 30,057                |                          | 276                      |                    |
| 25 Déc             |                    | 297                | 0                  | 13                 |                       | 30,479                |                          | 278                      |                    |
| 31 Déc             |                    | 298                | 0                  | 13                 |                       | 31,359                |                          | 278                      |                    |

#### 2021
| Janvier–mars | Janvier–mars       | Janvier–mars       | Janvier–mars    | Janvier–mars    | Janvier–mars          | Janvier–mars          | Janvier–mars             | Janvier–mars             | Janvier–mars                        | Janvier–mars                        |
| Date         | Résultats positifs | Résultats positifs | Décès confirmés | Décès confirmés | Échantillons prélevés | Échantillons prélevés | Récupérations confirmées | Récupérations confirmées | Nombre total de vaccins administrés | Nombre total de vaccins administrés |
| Date         | Nouveau            | Total              | Nouveau         | Total           | Nouveau               | Total                 | Nouveau                  | Total                    | 1re dose                            | 2e dose                             |
| ------------ | ------------------ | ------------------ | --------------- | --------------- | --------------------- | --------------------- | ------------------------ | ------------------------ | ----------------------------------- | ----------------------------------- |
| 1 Jan        | 1                  | 299                | 0               | 13              |                       |                       | 1                        | 279                      |                                     |                                     |
| 2 Jan        | 0                  | 299                | 0               | 13              |                       |                       | 0                        | 279                      |                                     |                                     |
| 3 Jan        | 1                  | 300                | 0               | 13              |                       |                       | 0                        | 279                      |                                     |                                     |
| 4 Jan        | 0                  | 300                | 0               | 13              |                       |                       | 0                        | 279                      |                                     |                                     |
| 5 Jan        | 0                  | 301                | 0               | 13              |                       |                       | 4                        | 283                      |                                     |                                     |
| 6 Jan        | 1                  | 302                | 0               | 13              |                       |                       | 0                        | 283                      |                                     |                                     |
| 7 Jan        | 0                  | 302                | 0               | 13              |                       |                       | 1                        | 284                      |                                     |                                     |
| 8 Jan        | 0                  | 302                | 0               | 13              |                       |                       | 0                        | 284                      |                                     |                                     |
| 9 Jan        | 2                  | 304                | 0               | 13              |                       |                       | 0                        | 284                      | 1,661                               |                                     |
| 10 Jan       | 1                  | 305                | 0               | 13              |                       |                       | 0                        | 284                      |                                     |                                     |
| 11 Jan       | 1                  | 306                | 0               | 13              |                       |                       | 0                        | 284                      |                                     |                                     |
| 12 Jan       | 1                  | 307                | 0               | 13              |                       |                       | 0                        | 284                      |                                     |                                     |
| 13 Jan       | 1                  | 308                | 0               | 13              |                       |                       | 3                        | 287                      |                                     |                                     |
| 14 Jan       | 0                  | 308                | 0               | 13              |                       |                       | 0                        | 287                      |                                     |                                     |
| 15 Jan       | 1                  | 309                | 0               | 13              |                       |                       | 1                        | 288                      |                                     |                                     |
| 16 Jan       | 0                  | 309                | 0               | 13              |                       |                       | 0                        | 288                      | 4,121                               | 519                                 |
| 17 Jan       | 0                  | 309                | 0               | 13              |                       |                       | 1                        | 288                      |                                     |                                     |
| 18 Jan       | 0                  | 309                | 0               | 13              |                       |                       | 1                        | 289                      |                                     |                                     |
| 19 Jan       | 0                  | 309                | 0               | 13              |                       |                       | 0                        | 289                      |                                     |                                     |
| 20 Jan       | 1                  | 310                | 0               | 13              |                       |                       | 0                        | 289                      |                                     |                                     |
| 21 Jan       | 0                  | 310                | 0               | 13              |                       |                       | 1                        | 290                      |                                     |                                     |
| 22 Jan       | 0                  | 310                | 0               | 13              |                       |                       | 1                        | 291                      |                                     |                                     |
| 23 Jan       | 4                  | 314                | 0               | 13              |                       |                       | 0                        | 291                      |                                     |                                     |
| 24 Jan       | 7                  | 321                | 0               | 13              |                       | 37,062                | 2                        | 293                      | 6,151                               | 522                                 |
| 25 Jan       | 38                 | 359                | 0               | 13              | 526                   | 37,588                | 1                        | 294                      |                                     |                                     |
| 26 Jan       | 10                 | 369                | 0               | 13              | 645                   | 38,233                | 0                        | 294                      |                                     |                                     |
| 27 Jan       | 22                 | 391                | 0               | 13              | 863                   | 39,096                | 0                        | 294                      |                                     |                                     |
| 28 Jan       | 23                 | 414                | 0               | 13              | 835                   | 39,931                | 0                        | 294                      |                                     |                                     |
| 29 Jan       | 35                 | 449                | 0               | 13              | 1,029                 | 40,960                | 0                        | 294                      |                                     |                                     |
| 30 Jan       | 44                 | 493                | 0               | 13              | 657                   | 41,617                | 0                        | 294                      |                                     |                                     |
| 31 Jan       | 46                 | 539                | 0               | 13              | 781                   | 42,398                | 1                        | 295                      |                                     |                                     |
| 1 Fév        | 46                 | 585                | 0               | 13              | 779                   | 43,177                | 0                        | 295                      |                                     |                                     |
| 2 Fév        | 30                 | 615                | 0               | 13              | 839                   | 44,016                | 1                        | 296                      |                                     |                                     |
| 3 Fév        | 36                 | 651                | 0               | 13              | 942                   | 44,958                | 13                       | 309                      |                                     |                                     |
| 4 Fév        | 21                 | 672                | 0               | 13              | 999                   | 45,957                | 4                        | 313                      |                                     |                                     |
| 5 Fév        | 17                 | 689                | 0               | 13              | 1,138                 | 47,095                | 2                        | 315                      |                                     |                                     |
| 6 Fév        | 22                 | 711                | 0               | 13              | 1,115                 | 48,210                | 15                       | 330                      |                                     |                                     |
| 7 Fév        | 9                  | 720                | 0               | 13              | 802                   | 49,012                | 15                       | 345                      | 12,045                              | 3,090                               |
| 8 Fév        | 21                 | 741                | 0               | 13              | 604                   | 49,616                | 17                       | 362                      |                                     |                                     |
| 9 Fév        | 11                 | 752                | 0               | 13              | 687                   | 50,303                | 21                       | 383                      |                                     |                                     |
| 10 Fév       | 8                  | 760                | 0               | 13              |                       |                       | 28                       | 411                      |                                     |                                     |
| 11 Fév       | 10                 | 770                | 0               | 13              |                       | 51,897                | 41                       | 452                      |                                     |                                     |
| 12 Fév       | 12                 | 782                | 0               | 13              | 937                   | 52,834                | 30                       | 482                      |                                     |                                     |
| 13 Fév       | 7                  | 789                | 0               | 13              |                       |                       | 52                       | 534                      |                                     |                                     |
| 14 Fév       | 8                  | 797                | 0               | 13              |                       | 54,711                | 48                       | 582                      | 13,950                              | 5,334                               |
| 15 Fév       | 4                  | 801                | 1               | 14              | 867                   | 55,578                | 29                       | 611                      |                                     |                                     |
| 16 Fév       | 3                  | 804                | 0               | 14              | 978                   | 56,556                | 37                       | 648                      |                                     |                                     |
| 17 Fév       | 2                  | 806                | 0               | 14              | 790                   | 57,346                | 21                       | 669                      |                                     |                                     |
| 18 Fév       | 2                  | 808                | 0               | 14              | 768                   | 58,114                | 17                       | 688                      |                                     |                                     |
| 19 Fév       | 2                  | 810                | 0               | 14              | 938                   | 59,052                | 20                       | 708                      |                                     |                                     |
| 20 Fév       | 2                  | 812                | 0               | 14              | 1,020                 | 60,072                | 7                        | 715                      |                                     |                                     |
| 21 Fév       | 1                  | 813                | 0               | 14              | 743                   | 60,815                | 10                       | 725                      |                                     |                                     |
| 22 Fév       | 4                  | 817                | 0               | 14              | 601                   | 61,416                | 14                       | 739                      |                                     |                                     |
| 23 Fév       | 0                  | 817                | 0               | 14              | 735                   | 62,151                | 15                       | 754                      |                                     |                                     |
| 24 Fév       | 1                  | 818                | 0               | 14              | 907                   | 63,058                | 13                       | 767                      |                                     |                                     |
| 25 Fév       | 0                  | 818                | 0               | 14              | 745                   | 63,803                | 7                        | 774                      |                                     |                                     |
| 26 Fév       | 1                  | 819                | 0               | 14              | 784                   | 64,587                | 9                        | 783                      |                                     |                                     |
| 27 Fév       | 2                  | 821                | 0               | 14              | 883                   | 65,470                | 3                        | 786                      |                                     |                                     |
| 28 Fév       | 0                  | 821                | 0               | 14              | 870                   | 66,340                | 3                        | 789                      |                                     |                                     |
| 1 Mar        | 0                  | 821                | 0               | 14              | 482                   | 66,822                | 3                        | 792                      |                                     |                                     |
| 2 Mar        | 0                  | 821                | 0               | 14              | 865                   | 67,687                | 1                        | 793                      |                                     |                                     |
| 3 Mar        | 0                  | 821                | 0               | 14              | 1,189                 | 68,876                | 1                        | 794                      |                                     |                                     |
| 4 Mar        | 0                  | 821                | 0               | 14              | 1,095                 | 69,971                | 2                        | 796                      |                                     |                                     |
| 5 Mar        | 0                  | 821                | 0               | 14              | 777                   | 70,748                | 2                        | 798                      |                                     |                                     |
| 6 Mar        | 0                  | 821                | 0               | 14              | 1,069                 | 71,817                | 3                        | 801                      |                                     |                                     |